# 中華民國國軍
中華民國國軍，簡稱國軍，是中華民國的軍隊，由總統統帥，國防部管轄。當今作為臺澎金馬的主要防衛力量，主要由陸軍、海軍、空軍等三大軍種組成，戰時可納入海巡、警察等執法機關為輔助戰力。
全盛時期，1953年至1955年之間，約有軍人68萬至70萬，不包括另外駐臺美軍7,000人。1990年代後，中華民國國軍實施精實案、精進案、精粹案，並大規模裁軍，總兵力由60萬人精簡至21.5萬人，將海軍陸戰隊戍守之東沙島、南沙太平島交予海巡管理。雖然海洋委員會海巡署不是國軍下轄單位，但少部分軍人會被分發或借調到海巡服務。截至目前，常備部隊18萬9,836人，學生、入伍、受訓、住院調療及留職停薪1萬9千人，以及文職、聘雇8千人，共21萬5千人；列管退伍8年後備軍人共有38萬4,000人，其中31萬7,000人為義務役，6萬7,000人為志願役；列管後備軍人238萬人，在2017年世界50大軍事支出國家排名20名，也在2025年全球軍力排名第22名，轄區面積（領土+領海）約96,187平方公里。在此之前，中華民國是採用徵兵制，服役役期2年。而軍官採志願制為主，僅招收少部分義務役男子，國家辦有預官考試，招考大學、專科以上學歷的役男，通過考試錄取為預備軍官者，在受訓結束後，授予少尉軍官階級。士官國家辦有預士考試，招考大學、專科以上學歷的役男，通過考試錄取為預備士官者，在受訓結束後，授予下士士官階級。隨著時代演進，服役役期被縮短。直至2017年，志願役與義務役併用制成為全體士官兵所依循的兵役制度，逐漸走向徵兵與募兵雙軌制。2018年1月1日起，開始實施募兵制，非志願役而達到役齡的常備役男性則改服4個月軍事訓練役（訓期改前5週新兵基本訓，後11週初級至中級專長訓，無須下部隊，可自願到外島受訓）。退伍後將不定期進行教育召集一開始為期5天，中華民國國防部因海峽兩岸局勢緊張改為14天。2022年12月27日，由三軍統帥蔡英文總统召開「強化全民國防兵力結構調整方案」記者會，正式公告役期回歸至1年，於2024年1月1日起，將徵集包含2005年（民國94年）次及以後役男入營服役，並確立志願役與義務役雙軌併行的戰力，區分主戰/守備/民防/後備的全民國防體系（其中義務役被歸類至守備）。

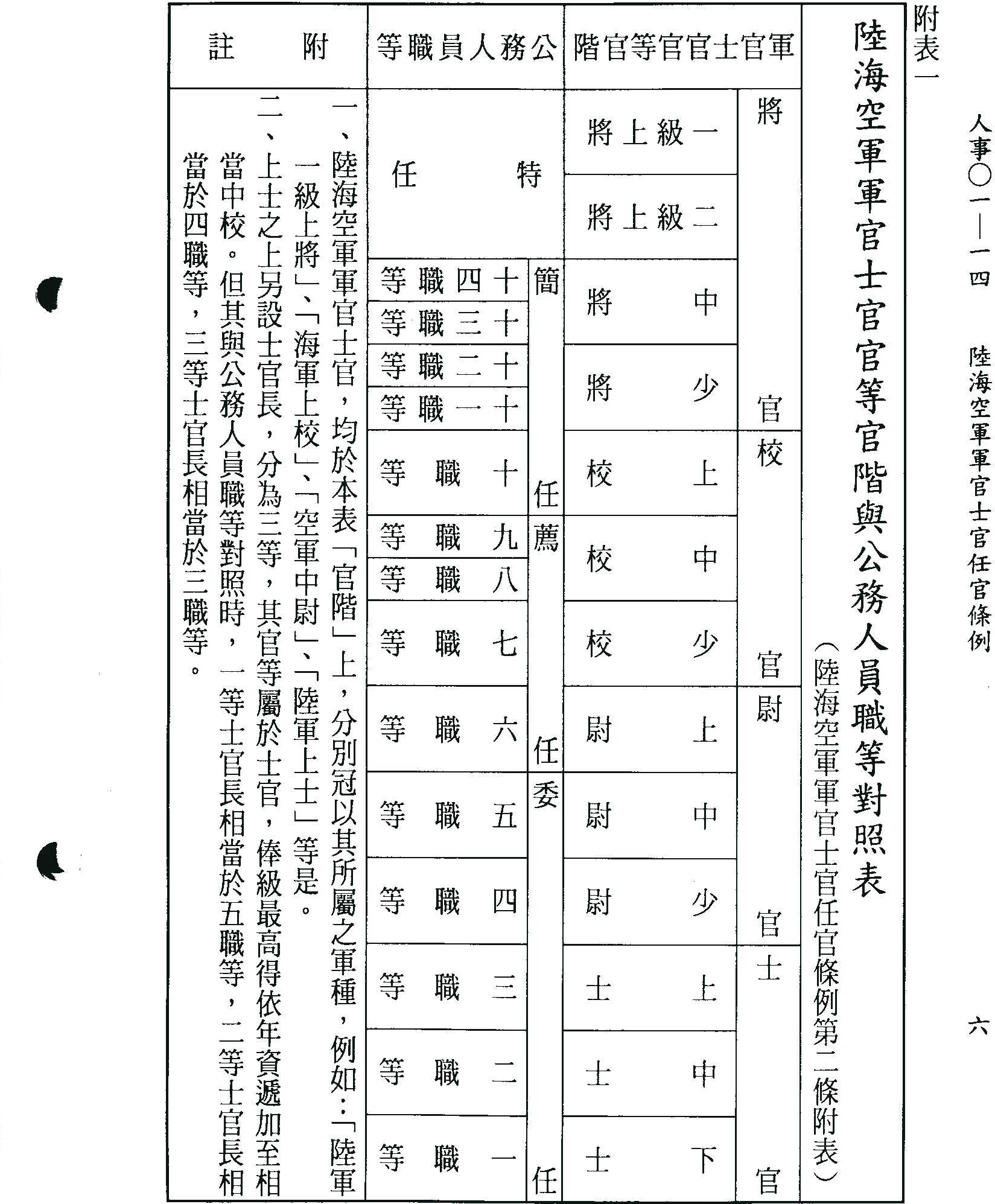
陸海空軍軍官士官官等官階與公務人員職等對照表

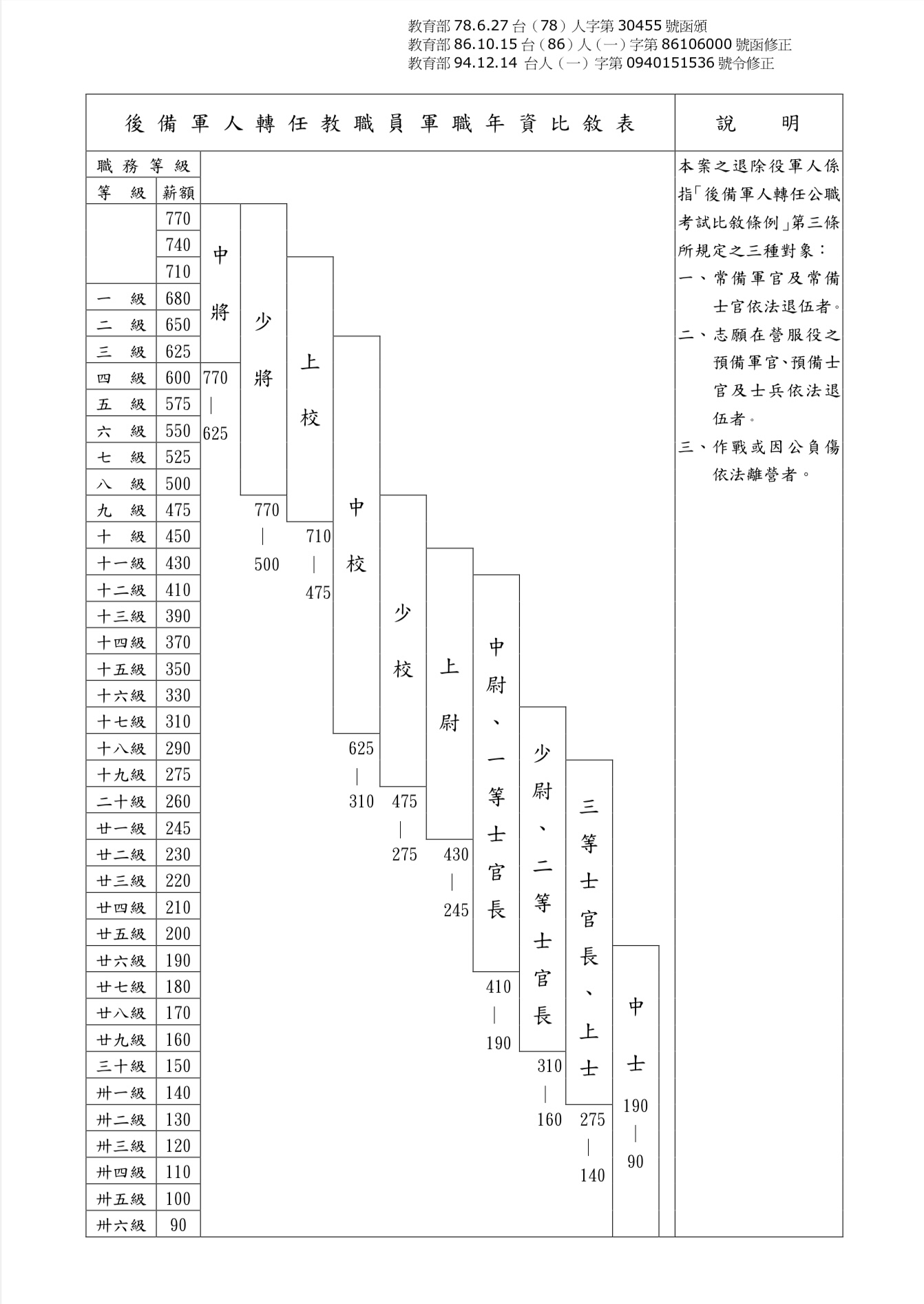
後備軍人轉任教職員軍職年資比敘表

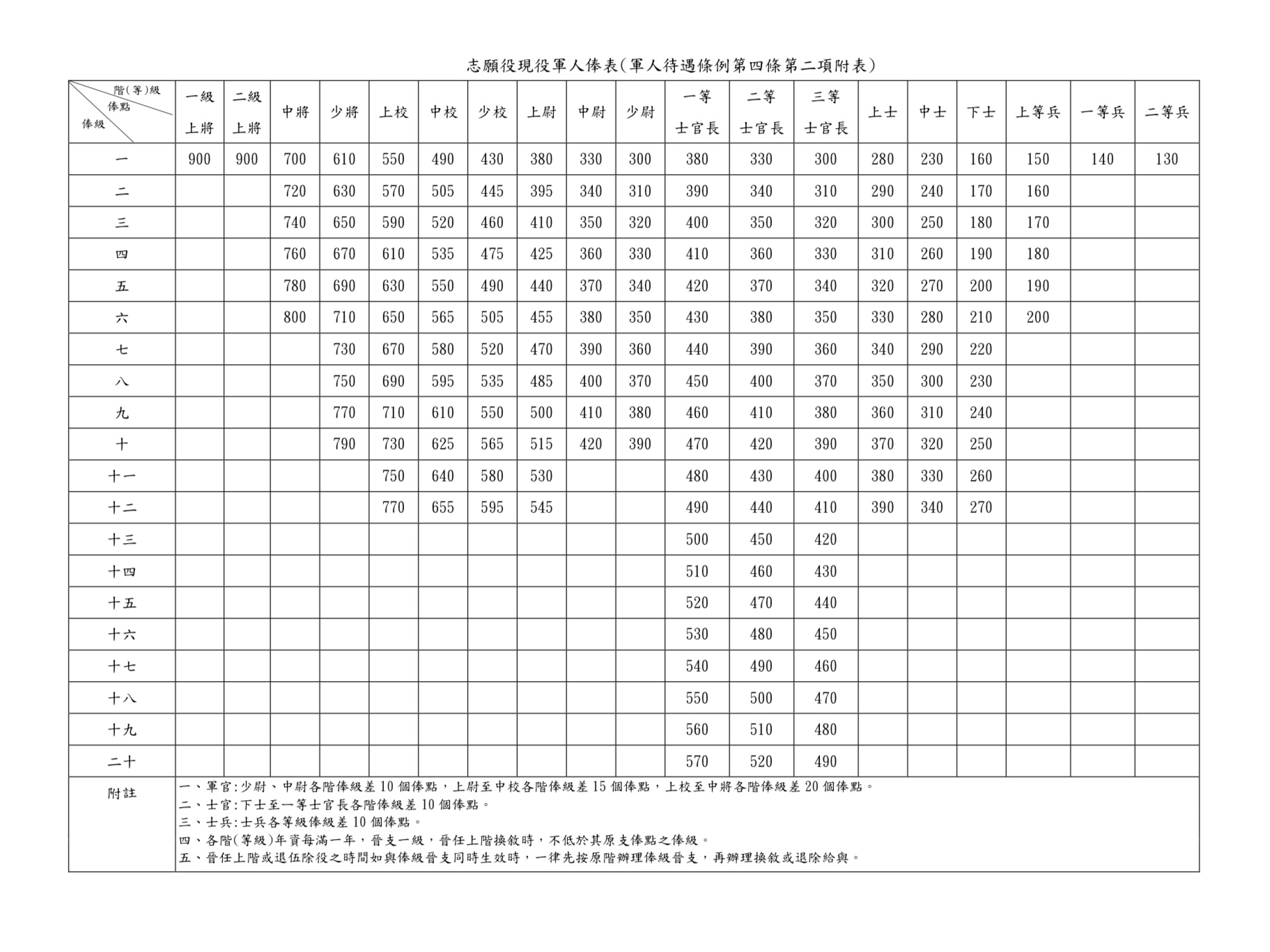
志願役現役軍人薪俸表（中華民國97年1月16日總統令華總一義字第09700002541號制定公布）

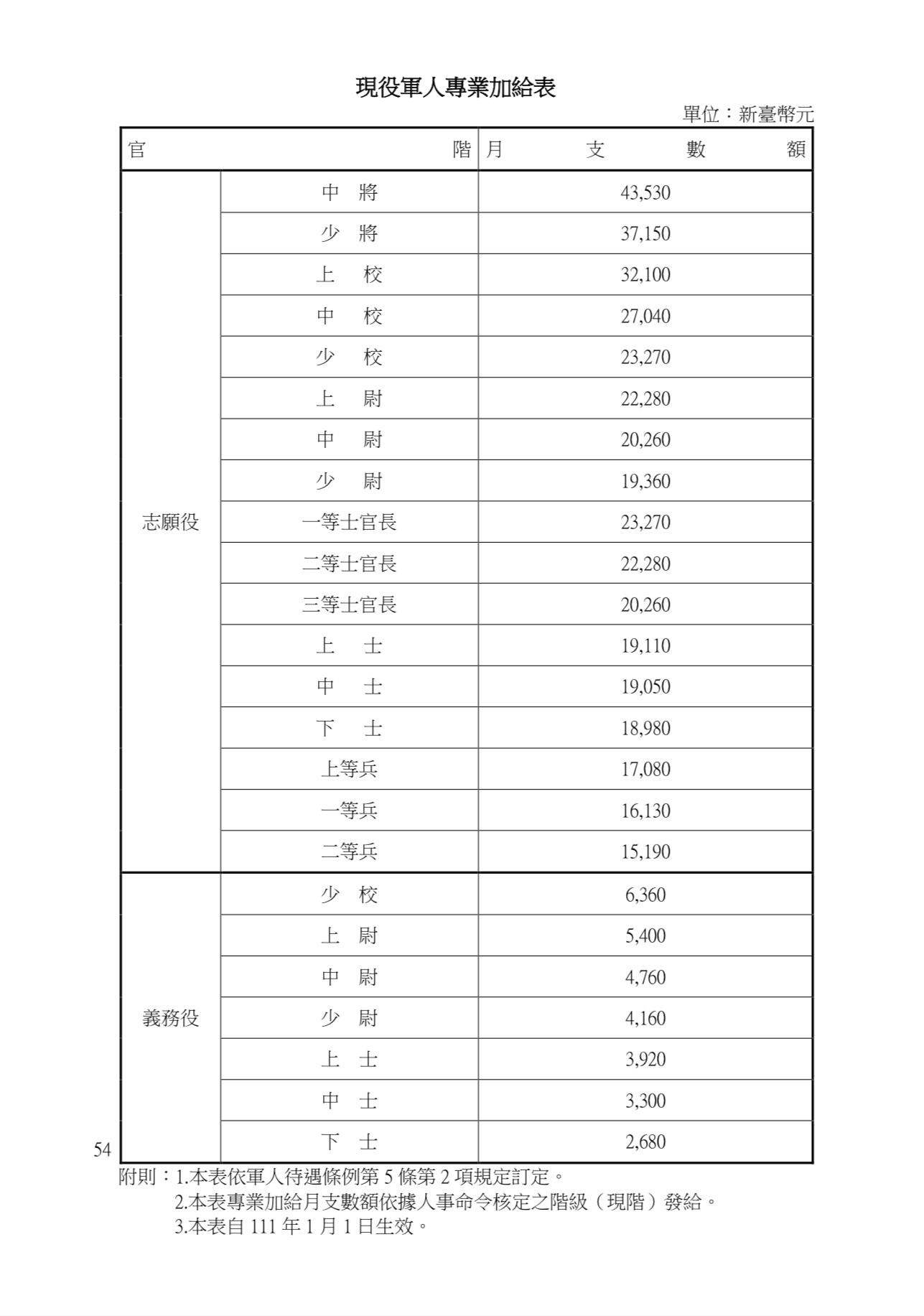
現役軍人專業加給表（111年）

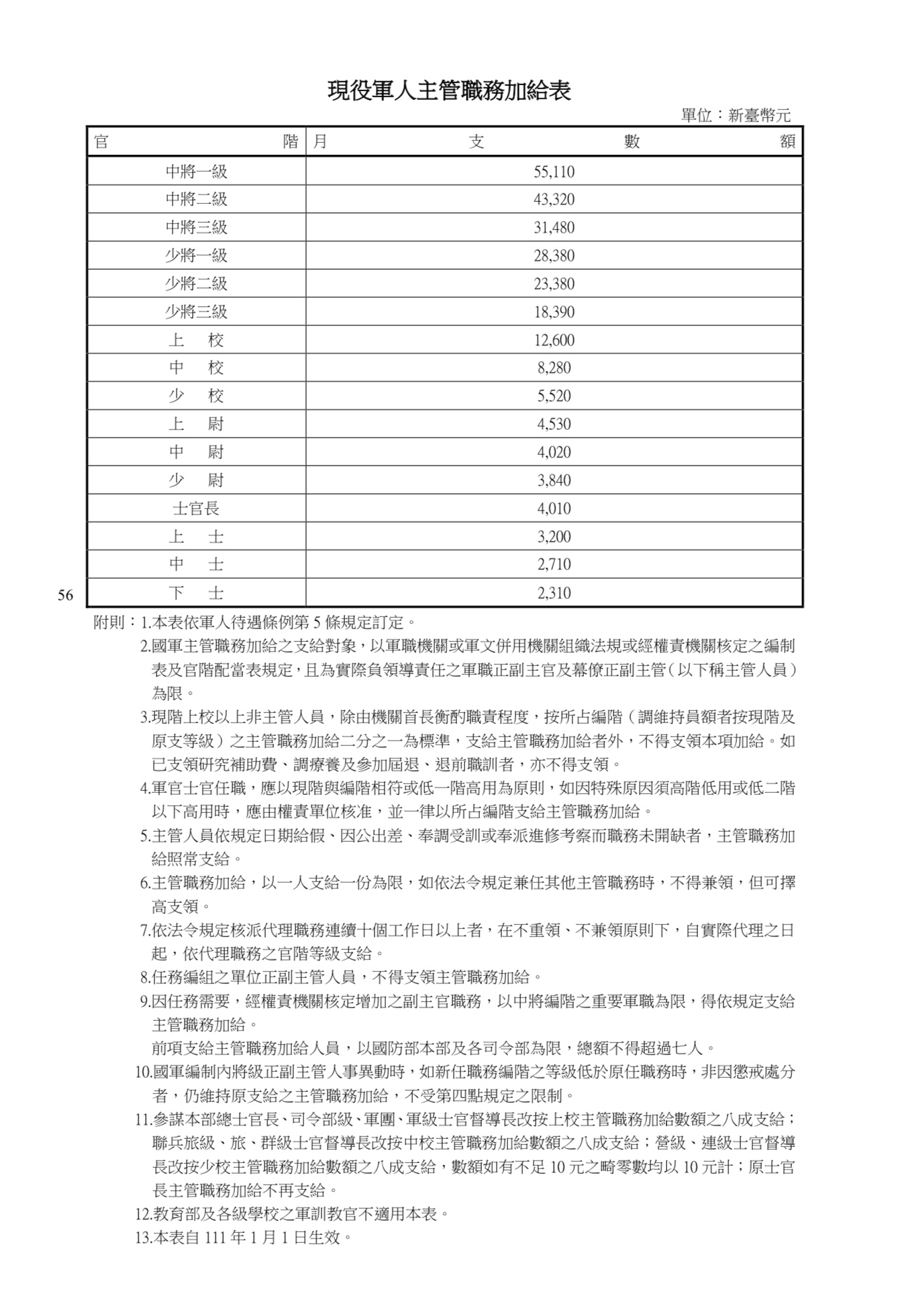
現役軍人主管職務加給表（111年）

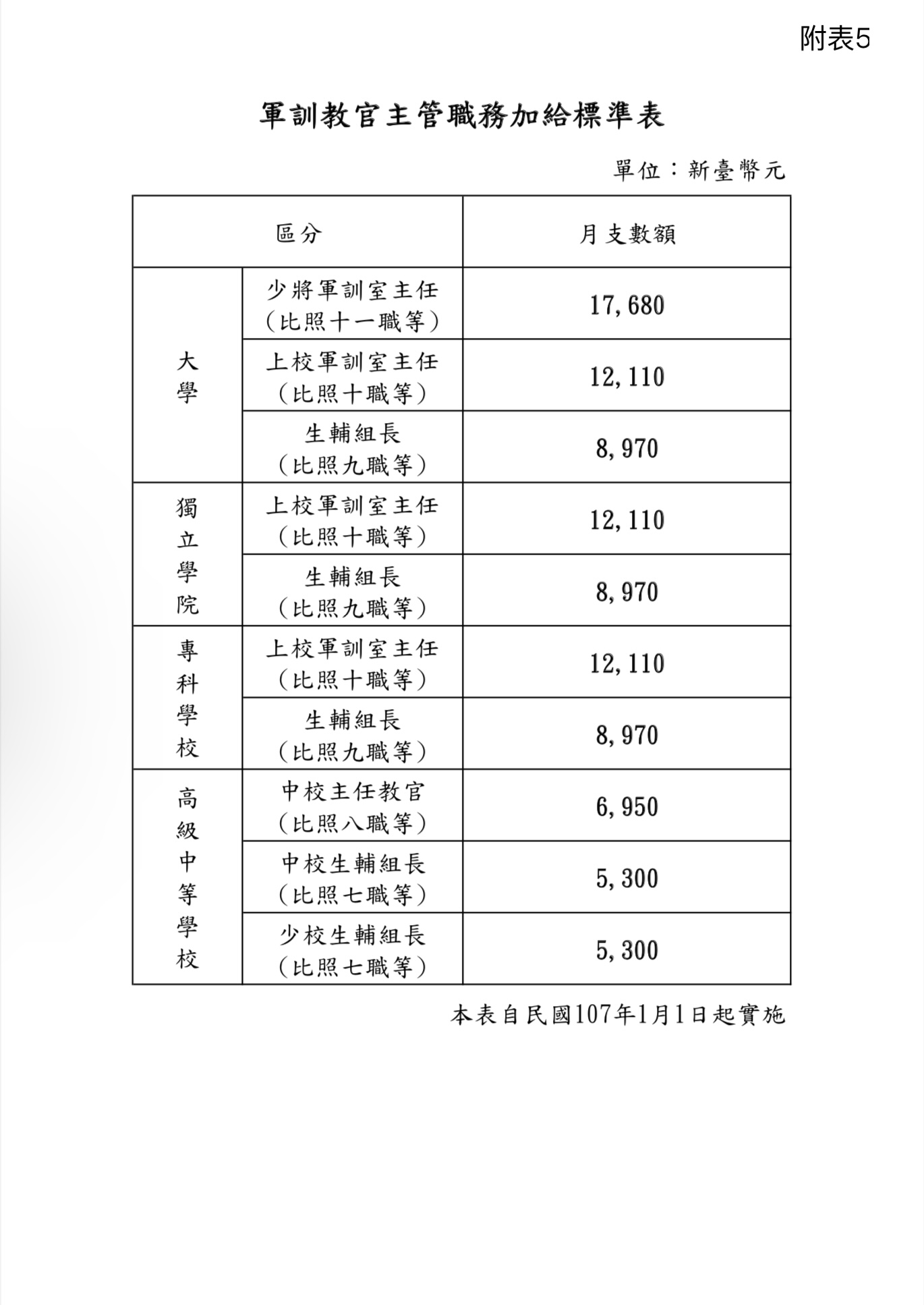
軍訓教官主管職務加給表（107年）

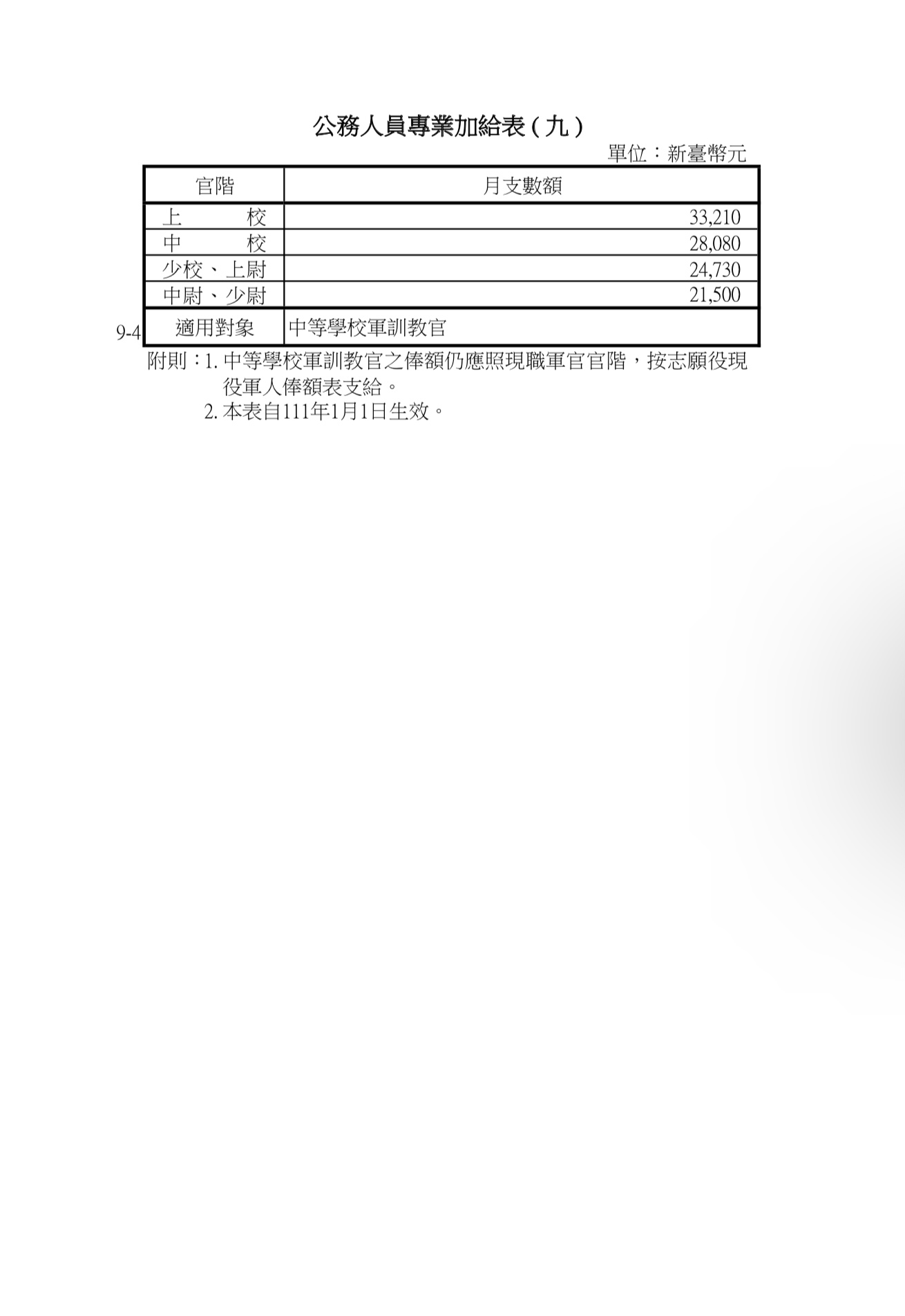
高級中等學校軍訓教官專業加給表（111年）

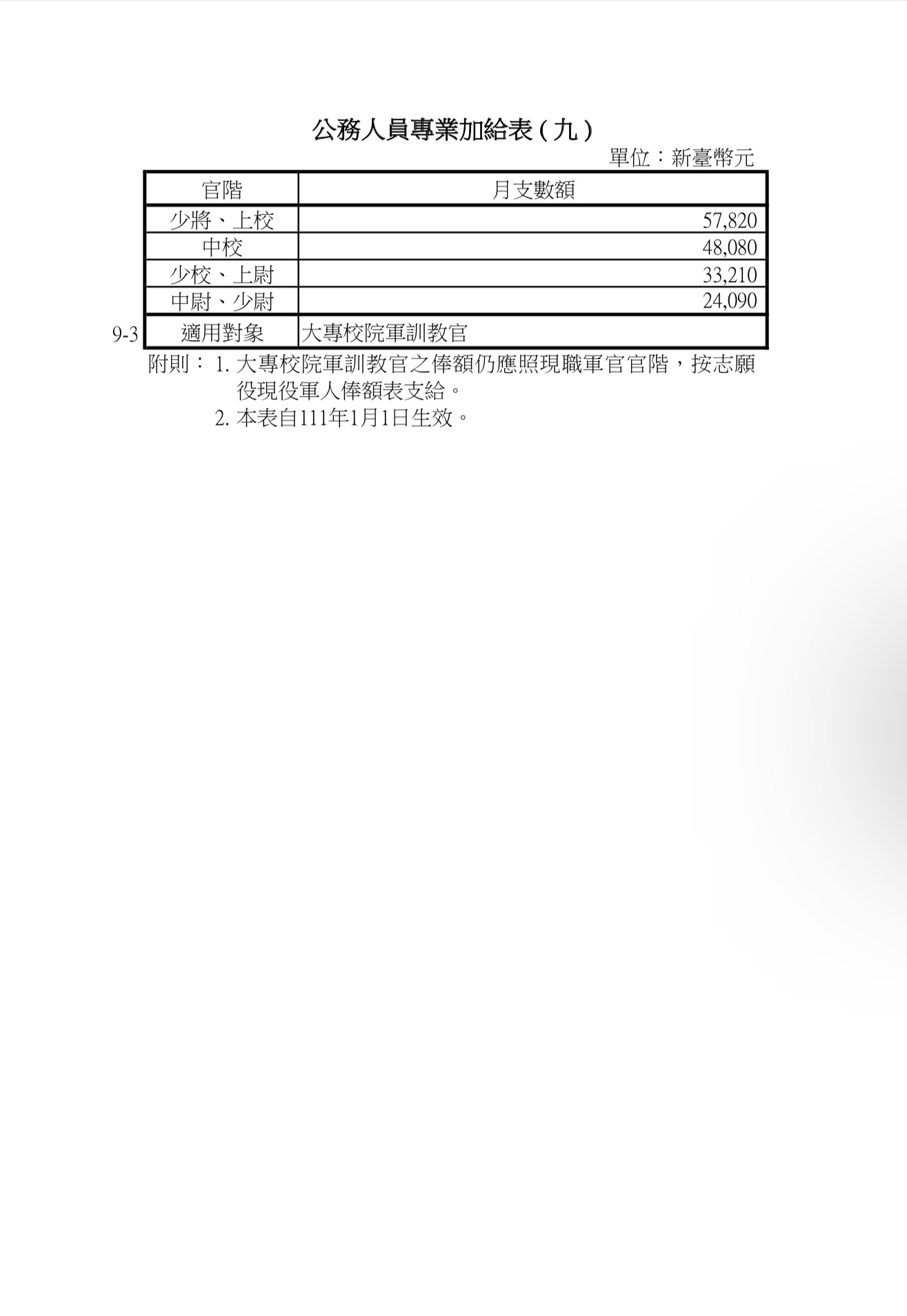
大專院校軍訓教官專業加給表（111年）

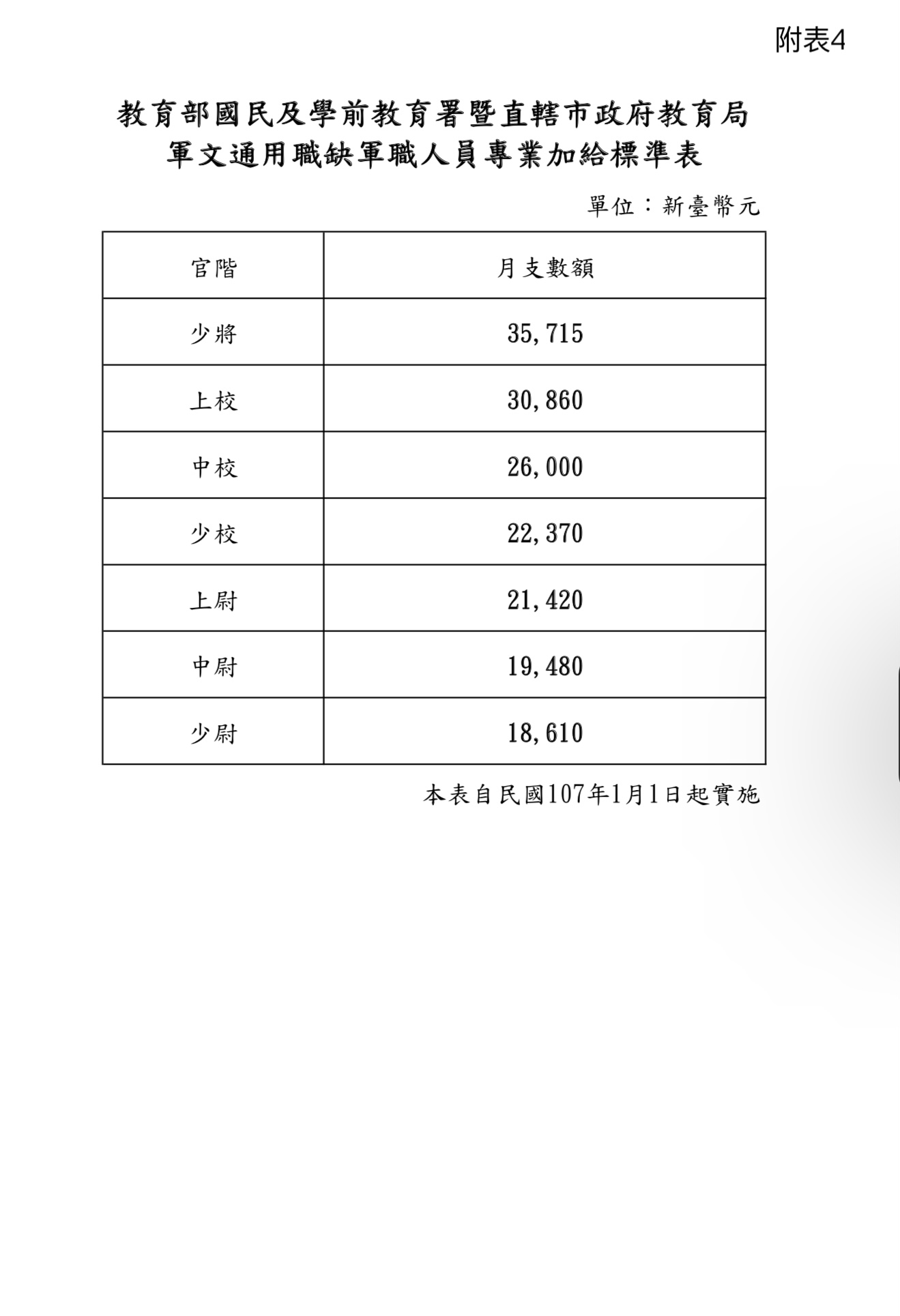
教育部國民及學前教育署暨直轄市政府教育局，軍文通用職缺軍職人員專業加給標準表（107年）

## 歷史

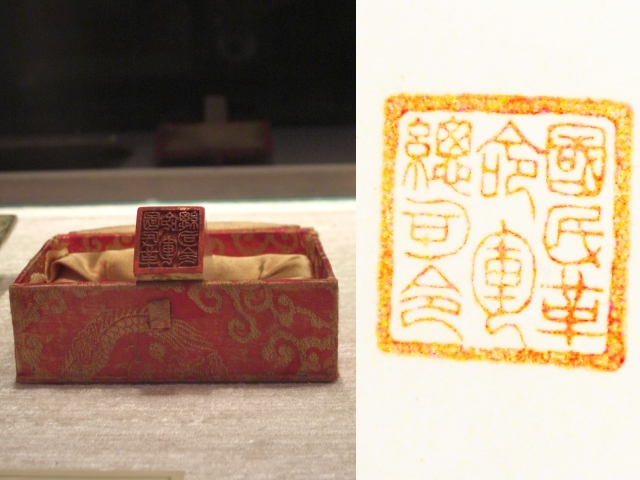
圖為國民革命軍之總司令印信

### 背景
1911年辛亥革命爆發，各地革命黨人與新軍紛紛起義響應宣布脫離清朝政府尋求獨立並承認中華民國政府。1912年中華民國正式成立後，南京臨時政府作為當時領導民國的中央，革命軍紛紛歸附中華民國政府的統領，中華民國軍隊因此而誕生。同年清帝遜位，孫中山讓位給袁世凯成為總統，北京臨時政府成立，由袁世凱所統領的北洋軍勢力因此也歸附中華民國軍隊的旗下。經過選舉立憲後，北洋政府正式掌權中華民國，其治下軍隊成為當時中國武裝力量，即北洋軍。
1925年，中國國民黨師法苏联共产党的「以黨建校，以校領軍」模式，並參考苏联軍事制度創設國民革命軍。早期，國民革命軍的將領和軍官由中國國民黨在廣州創設的黃埔軍校培養訓練，軍隊亦效忠中國國民黨，為北伐、對日抗戰、国共内战的國民政府軍事主力。
後來制憲國民大會於1946年通過之《中華民國憲法》第十三章規定，全國陸海空軍須超出個人、地域及黨派關係以外，效忠國家，愛護人民。貫徹軍隊國家化之普世民主原則。與此類似的名稱還有同樣簡稱為「國軍」（更多情况下簡稱為「革命軍」）的國民革命軍，因其為國民政府所屬軍隊（當時的國民政府是由中國國民黨執政領導），故在1947年行憲後交由中華民國政府管轄，改名為「中華民國國軍」。1948年5月20日正式由總統兼任三軍統帥。

### 國軍行动歷史
以下是与中华民国国军直接相关的战争与战役。
北伐战争
討逆戰爭
剿匪戰爭
抗日战争
国共内战
- 1946年－1947年，临江战役，交战方中国人民解放军。
- 1947年，陕北战役、孟良崮战役、运城战役、东北1947年夏季战役、东北1947年秋季战役、东北1947年冬季战役、莱阳战役、北塔山事件。
- 1948年，豫东战役、长春围困战、济南战役、遼西會戰、徐蚌會戰、平津战役、太原戰役。
- 1949年，渡江战役、衡宝战役、广西战役、厦门战役、古寧頭戰役、登步岛战役、南泉战役、成都战役。
- 1950年，海南岛战役、万山群岛战役、西北馬家軍。
- 1951年，泰緬孤軍反攻雲南。
- 1953年，東山島戰役。
- 1954年，九三炮战。
- 1955年，一江山岛战役、大陳島撤退。
- 1958年，（第二次臺灣海峽危機）、九二四空戰 、九二海战。
- 1960年，六一九砲戰、江拉基地保衛戰，交战方泰緬孤軍對緬甸國防軍、中國人民解放軍。
- 1965年，八六海戰、東引海戰、烏坵海戰。
- 1960年－1975年，越南戰爭。
- 1979年－1990年，大漠計畫。
- 1995年－1996年，臺灣海峽飛彈危機。

### 國軍軍事組織及兵力調整規劃案

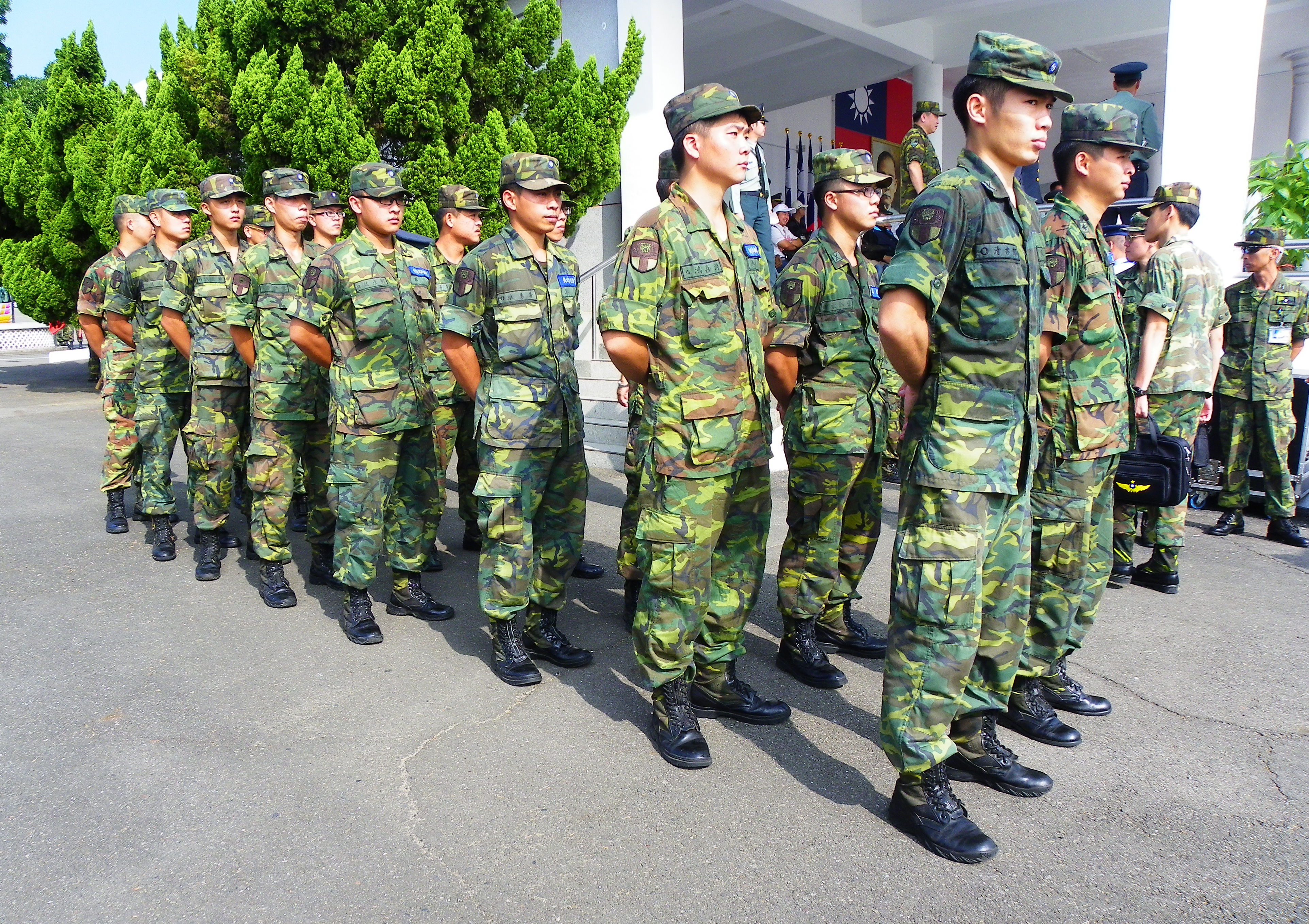
中華民國陸軍步兵302旅新兵入伍

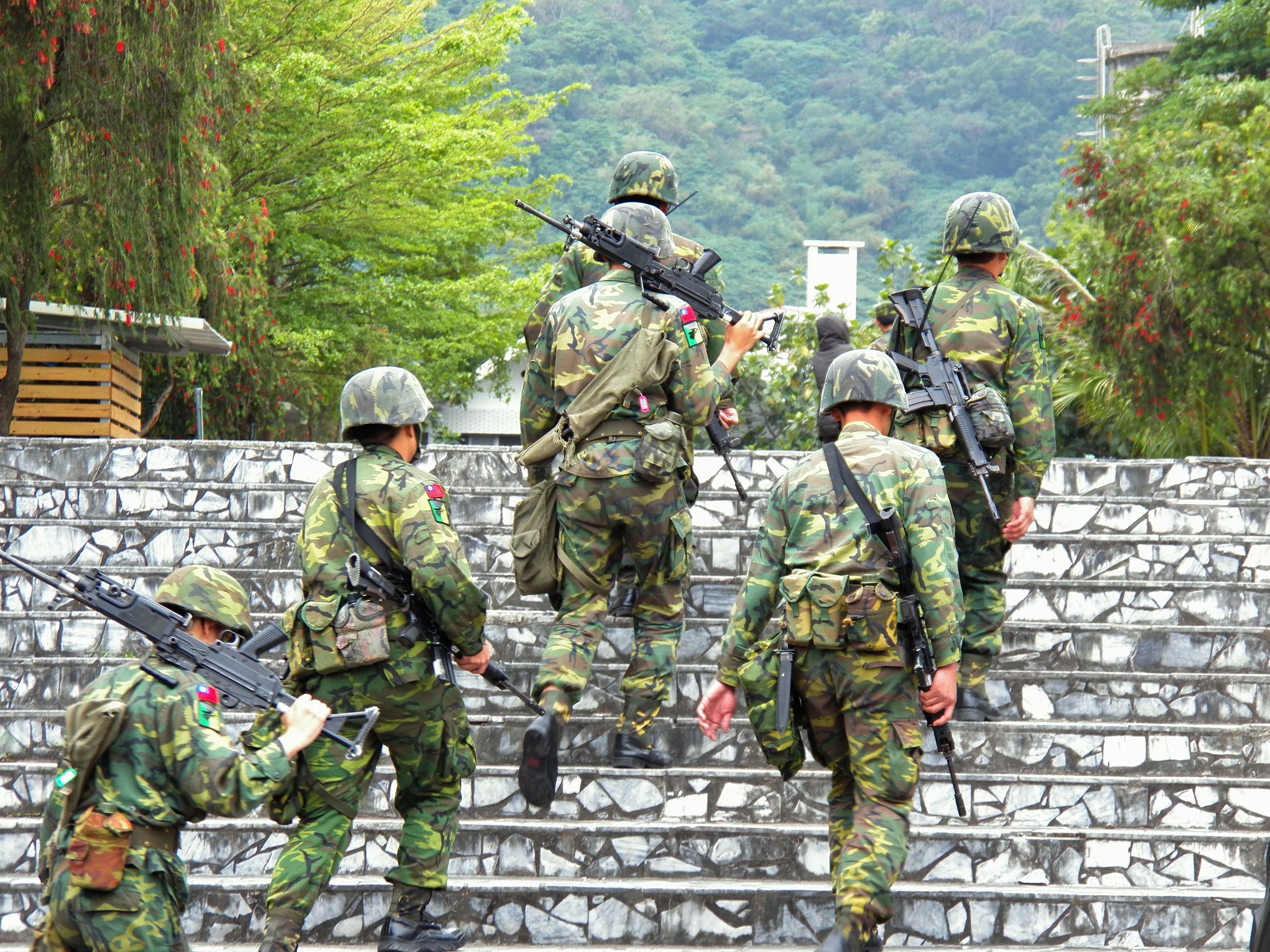
中華民國陸軍花東防衛指揮部士兵

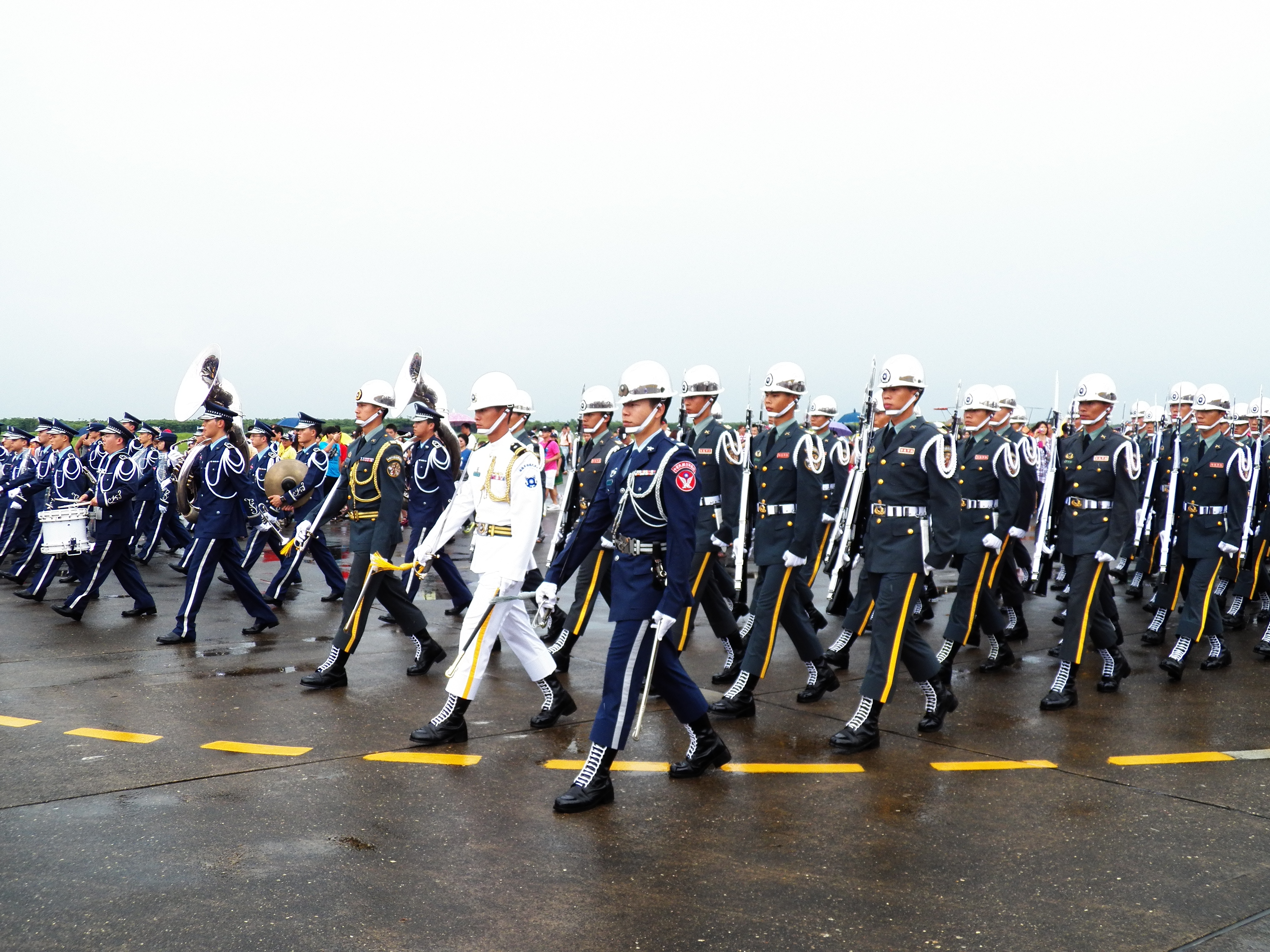
中華民國三軍儀隊暨三軍軍樂隊

- 1956年，義務役役期陸軍2年，海軍、空軍3年。
- 1969年12月嘉禾案實行，陸軍廢團改旅。
- 1977年，義務役役期陸軍、海軍、空軍皆為3年。
- 1987年，義務役役期陸軍、海軍、空軍皆縮短為2年、唯海軍陸戰隊維持3年役期。
- 1990年7月1日，中華民國國防部宣佈國軍部隊義務役役期不分軍種，服役時間統一為兩年。
- 1997年7月1日，精實案正式實行。
- 精進案
  - 2001年推動精實案第一階段
  - 以徵兵年份縮短為主的第一階段精實案結束後，國軍部隊總兵力剩下38萬，與精實案正式推行前之60萬相差甚大，以海軍陸戰隊為例，其兵力即由3萬9千人裁減至1萬5千人。
  - 2001年－2008年推動精實案第二階段 
    - 2000年1月1日起，實施義務役役期縮短1年10個月。
    - 2000年8月1日起，除義務役外，首次徵集替代役。
    - 2004年1月1日起，實施義務役役期縮短为1年8個月[15]
    - 2005年7月1日起，實施義務役役期縮短为1年6個月[16]。
    - 2006年1月1日起，實施義務役役期縮短为1年4個月[17][18]。
    - 2007年7月1日起，實施義務役役期縮短為1年2個月[19]，已經擴大實施志願役兵役招募制度。
    - 2008年1月1日起至2018年底，實施義務役役期縮短為1年，持續擴大實施志願役兵役招募制度。[20]

  - 第二波精實案到，國軍部隊總兵力27萬5千人：軍官5萬5千人、士官11萬與士兵11萬，並擴大招募志願役士兵，後備司令降為中將階級。
  - 各軍種編制：目前實施第二階段精實案國軍部隊總兵力27萬，陸軍部隊18萬、海軍部隊4萬、空軍部隊3.5萬、憲兵部隊1.5萬；後備軍人大約350萬人。士官兵採行徵兵制、募兵制併行，士官長、軍官（除少部分考選義務役軍官外）則採募兵制。19至36歲國民需服兵役1年，每年約徵兵174,173人（2008年）。平時由陸軍（含特戰（傘兵）、憲兵）、海軍（含海軍陸戰隊）、空軍、組成，戰時可納入海岸巡防署、警政署等司法警力和後備軍人輔助戰力。
  - 2009年－2013年推動精實案第三階段
  - 2010年第三階段以幫助募兵國軍部隊要裁軍到21萬5千人，國家財力才能負擔：軍官4萬人、士官8萬人、士兵8萬人。計畫裁撤7萬5千人的軍人，調整後國軍總兵力20萬，裁撤單位：聯合後勤司令部。
- 精粹案
  - 2012年－2015年：計畫性裁併後備司令部、聯勤司令部、憲兵司令部，其中後備司令部與憲兵司令部改編為後備、憲兵指揮部，聯勤司令部整併為陸軍後勤指揮部。
  - 2012年11月28日國防部組織法修法通過，國防部轄下局長副局長，武官（將軍）文職並用，未來高等公務人員也可擔任國防部轄下軍醫、主計主管。
  - 2013年1月1日：出生於民國83年次（1994年）起的男性年輕人須受4個月常備兵役軍事訓練，結訓後以後備軍人納編。[21]替代役體位者將只受15天的軍事訓練，猶如補充兵。
  - 2014年，時任中華民國國防部部長嚴明宣布海軍陸戰隊未來將併入陸軍，引發時任中華民國海軍司令陳永康上將與社會各界反對，更是爆發退伍軍人包圍國防部的抗議活動。
  - 總統馬英九宣示不裁撤陸戰隊和憲兵單位，提出勇固案自21.5萬人繼續精簡至17萬－19萬人之間，約精簡三萬名左右的兵力，後於2015年停止實施勇固案。

- 勇固案 替代方案

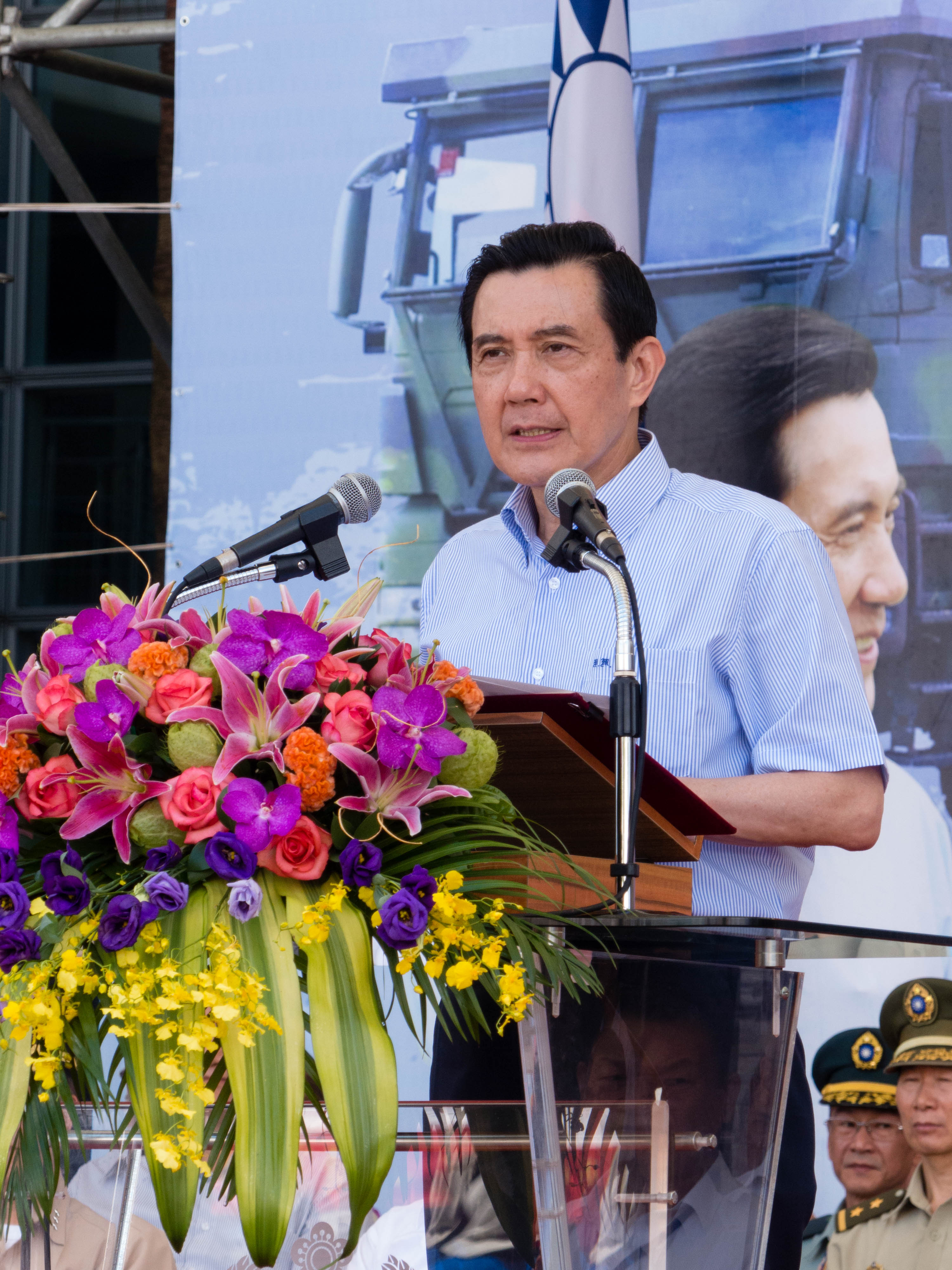
前總統馬英九出席「推動募兵政策暨人才招募宣導活動」

  - 2017年統計，國軍部隊：軍官3萬6千人、士官7萬3千人、士兵7萬7千人，總兵力約18萬6千人。2018年、含「末代義務役」陸軍第2225梯、海軍第735梯、空軍第892梯、海軍陸戰隊第811梯，1萬1千餘名在內，國軍部隊作戰兵力（不含文教職、軍校學生及聘僱員）將維持在17萬3千人。
  - 2018年：開始實施全募兵制度，另行替代役及四個月軍事訓練役，國軍部隊作戰兵力（不含文教職、軍校學生及聘僱員）將維持在18萬8千人。
  - 2018年、末代義務役於此年12月26日前，全數退伍。各軍種末代義務役官兵及（梯次）分別為陸軍299人（第2225梯次）、海軍39人（第735梯次）、空軍33人（第892梯次）、海軍陸戰隊41人（第811梯次），共計412人；海軍陸戰隊第811梯次在12月26日最晚退伍，義務役於2018年12月26日正式告終。
  - 2022年：國軍總員額包括軍官3萬6,232人、士官8萬9,706人、士兵4萬4,127人[22]。4個月軍事訓練役男，每年約8萬餘人。
  - 2023年：國軍總員額包括軍官有3萬6,710人、士官8萬9,801人、士兵4萬4,911人，計官士兵17萬1,422人；另有學生1萬1,971人、文（教）職110人、聘雇5,242人、駐外人員97人[23]。4個月軍事訓練役男，每年約8萬餘人。
- 強化全民國防兵力結構調整方案
  - 2022年12月27日：總統蔡英文宣布，民國94年次（2005年）以後出生役男，役期恢復一年，並從2024年開始實施。2024年，4個月軍事訓練役男約6萬9,500人，1年役男約9,100人[24]。

## 軍種

### 中華民國陸軍

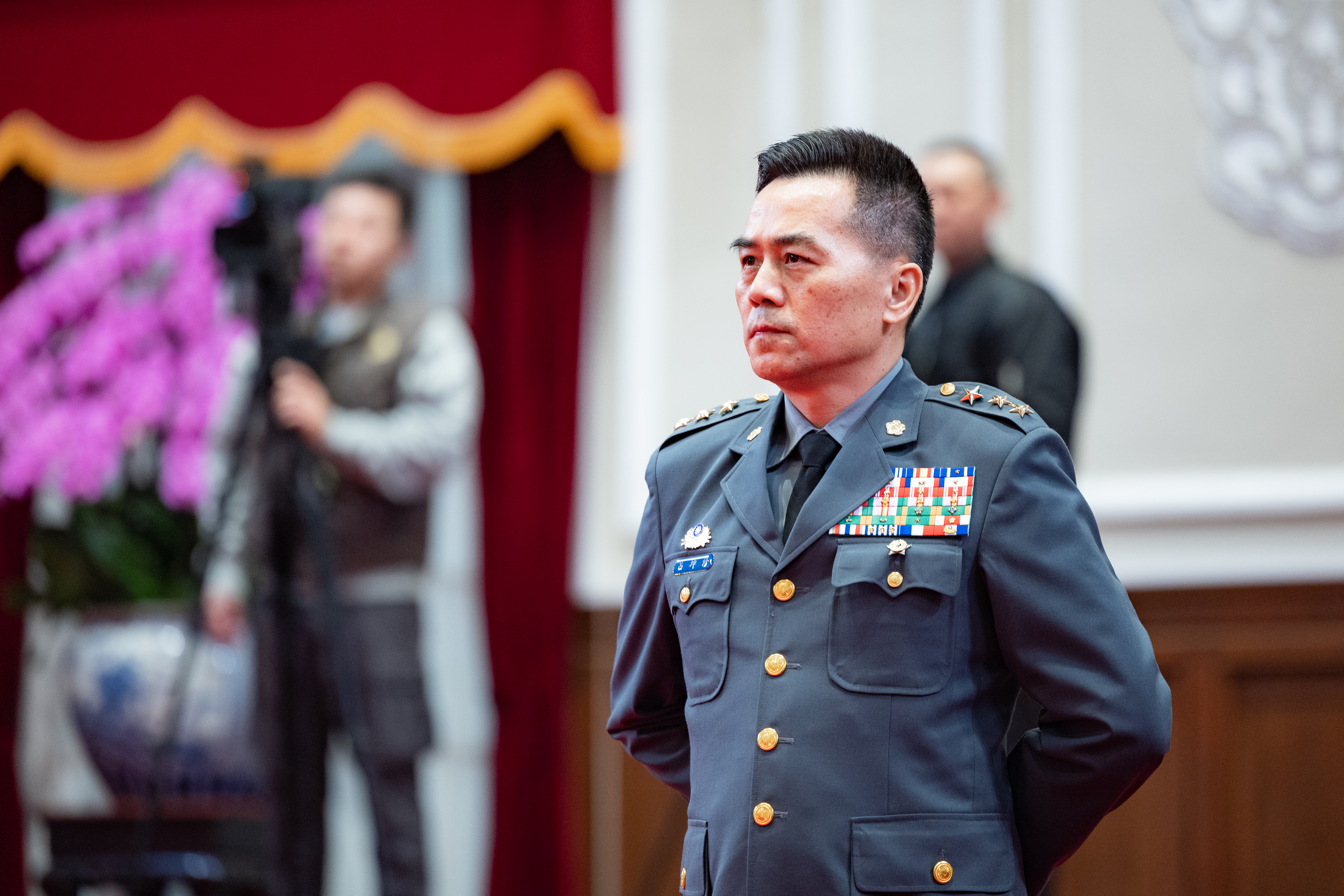
現任中華民國陸軍司令呂坤修二級上將

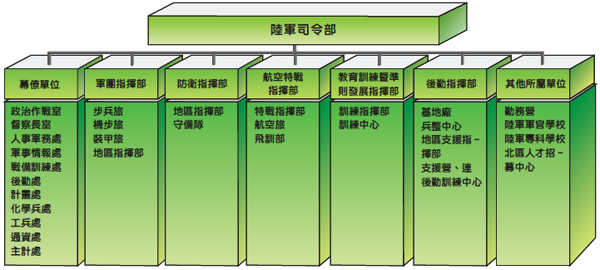
中華民國陸軍司令部組織架構圖

中華民國陸軍始建於1924年，由孫中山於廣州建立陸軍軍官學校（即黃埔軍校），並建立屬於中華民國國民政府的正規陸軍。中華民國政府遷臺之後，陸軍軍官學校校本部遷往高雄縣鳳山市(今高雄市鳳山區)黃埔校區。陸軍部隊為捍衛國家領土及主權之完整，平時以戍守中華民國臺灣本島、外島要點，從事基本戰力與應變作戰能力訓練為主，及依狀況協力維護重要基地廠、庫設施安全，適切支援地區重大災害防救工作；戰時聯合海軍、空軍，遂行聯合作戰，擊滅進犯敵軍。陸軍新訓所受的訓練為陸軍步槍兵，新訓中心有新竹關西、苗栗頭份斗煥坪、臺中成功嶺、嘉義中坑、臺南官田、臺南大內、新中、屏東龍泉、宜蘭金六結與花蓮北埔。海巡署中部份成員由陸軍出身，進入海巡署後仍然屬於軍人身份。
- 戰鬥官科、戰鬥兵科：步兵、砲兵、裝甲兵、航空。
- 戰鬥支援官科、戰鬥支援兵科：工兵、測量、通信、化學、政戰、運輸。
- 勤務支援官科、勤務支援兵科：兵工、軍醫、軍法、經理、行政、財務。
- 備註：陸軍儀隊為步兵兵科、陸軍樂隊為行政官科
- 士兵、將官不分兵科、官科，所以著迷彩服或軍服時均以階級顯示，士官、士官長、少尉至上校間的軍官均有兵科分別。

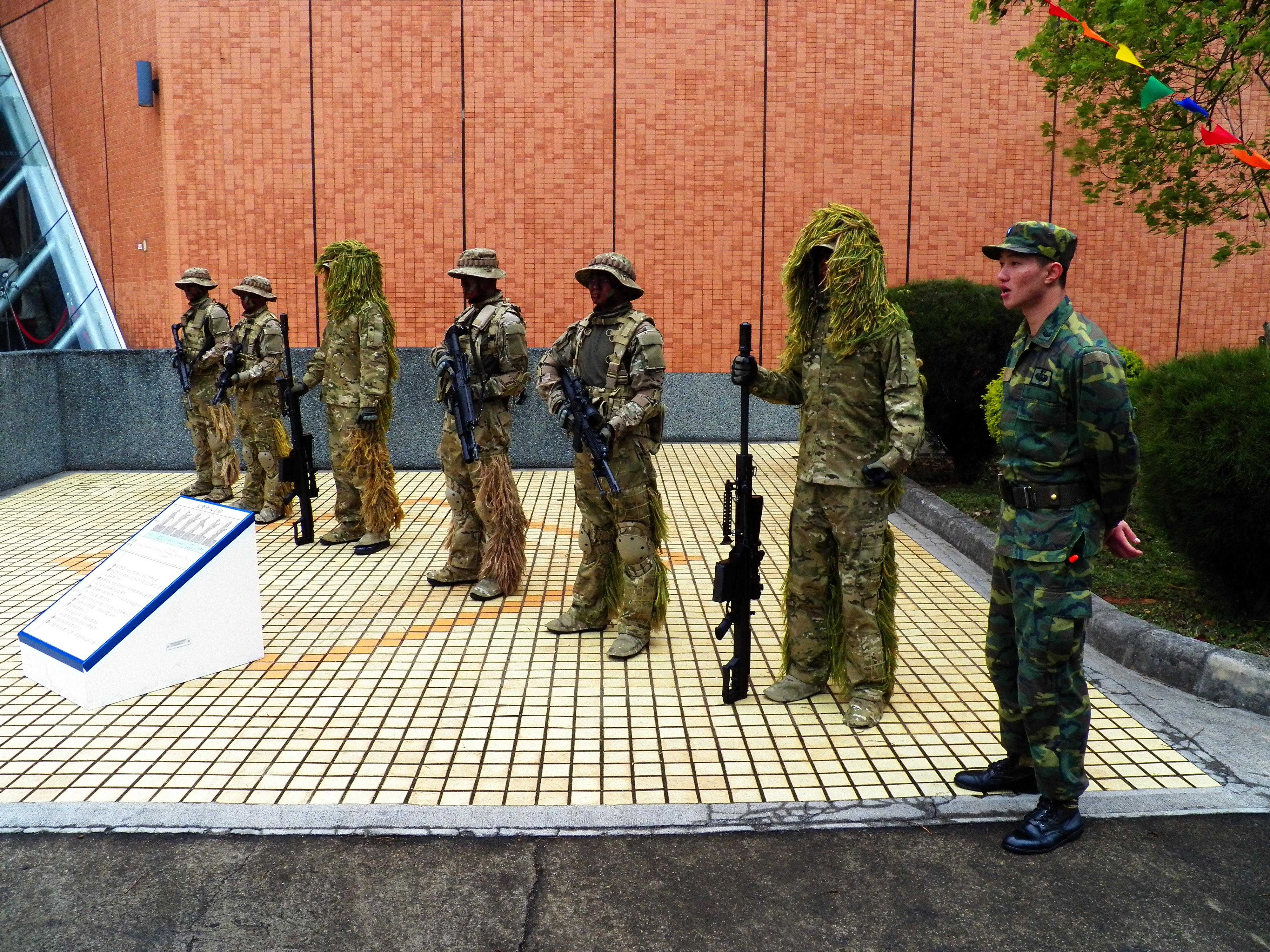
中華民國陸軍特戰六人小組
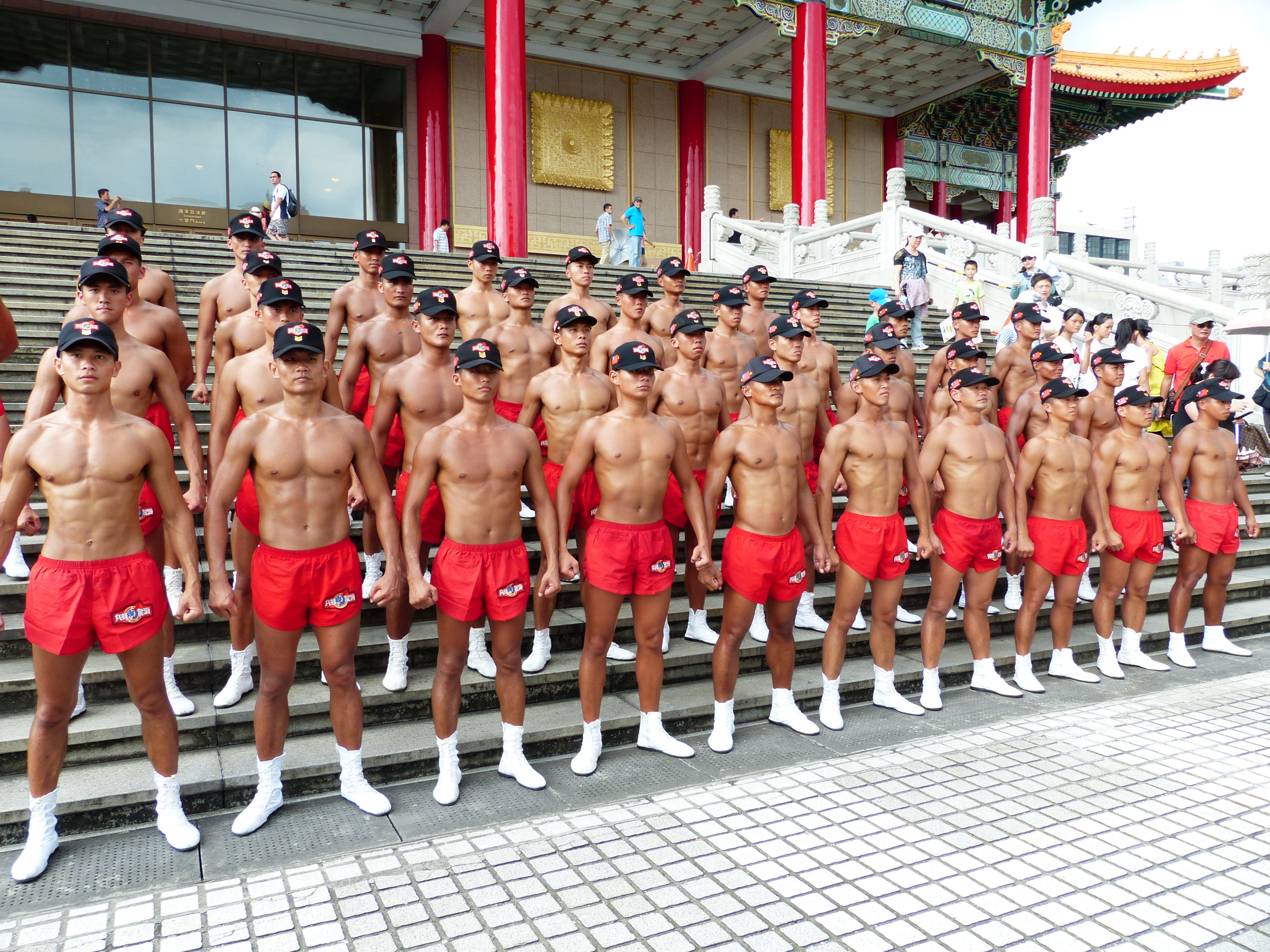
中華民國陸軍101兩棲偵察營（通稱：海龍蛙兵）
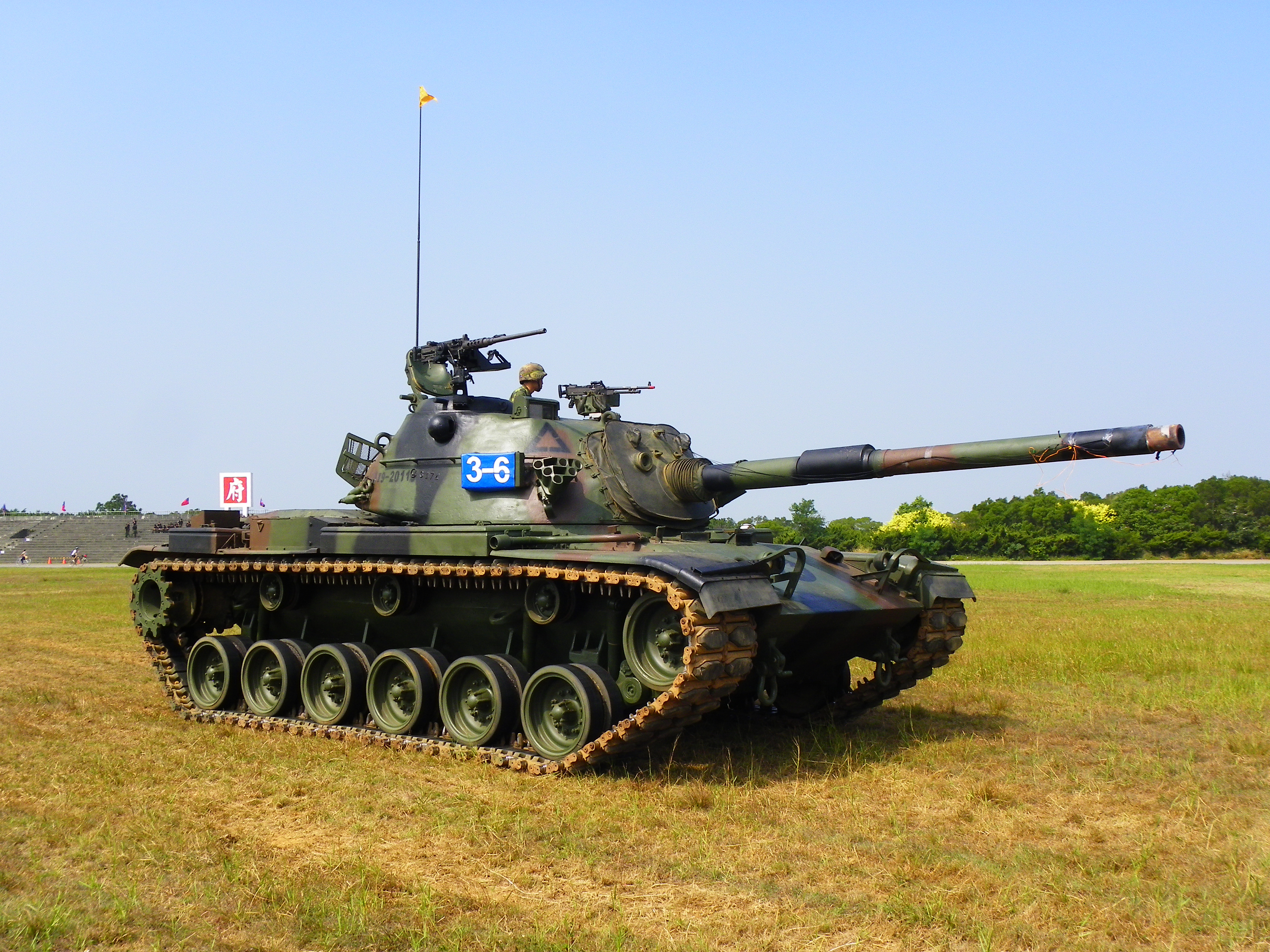
中華民國陸軍國造CM-11勇虎式戰車

### 中華民國海軍

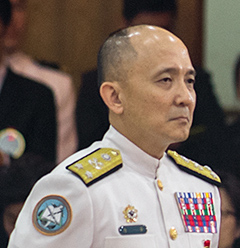
現任中華民國海軍司令唐華二級上將

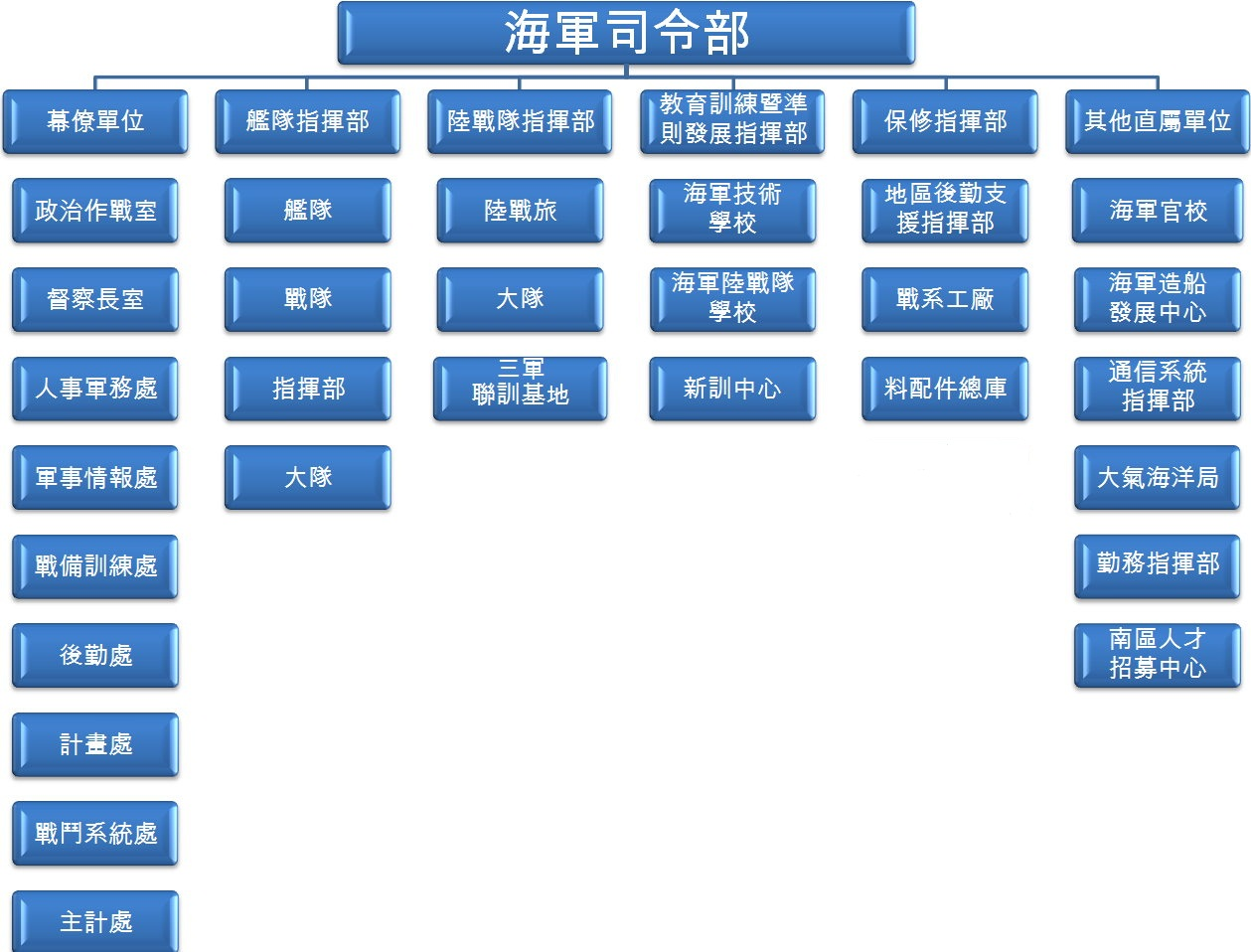
中華民國海軍司令部組織架構圖

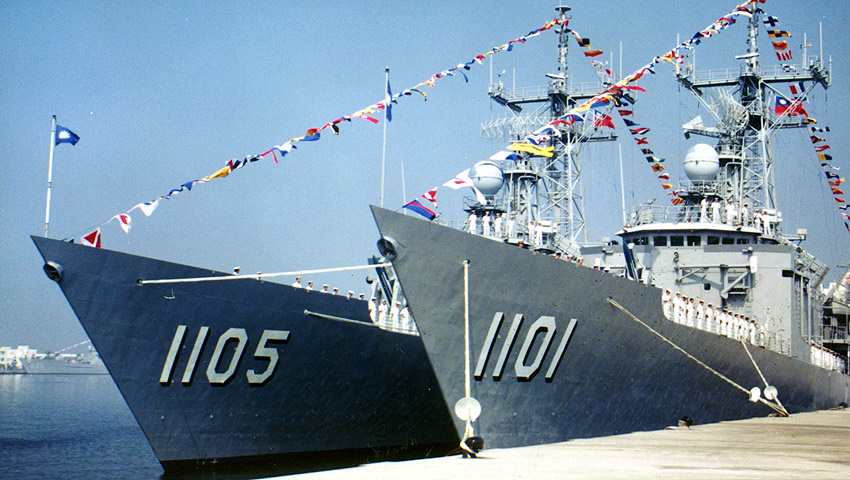
中華民國海軍國造成功級巡防艦

清朝海軍在教育時期甚早吸收西方思想，因此在1912年中華民國成立後，當時清廷海軍大多認同辛亥革命理念，並加入了中華民國海軍的行列。但是在中華民國早期因軍閥割據的原因，海軍建軍腳步始終緩慢，加上海軍內部也因支持軍閥不同以及訓練來源差異衍生出多個派系（閩系、青島系、東北系、電雷系），其中馬尾海軍學校的閩系因成立歷史悠久，加上支持中國國民黨因此在抗日戰爭前始終為最大海軍派系，各系間彼此間因爭奪中國海軍的主導權始終明爭暗鬥；直到抗日戰爭日本將中國海軍近乎全滅，國民政府得以整頓既有勢力。1946年，以「四海一家」為口號的海軍軍官學校於上海成立。中華民國政府遷臺後，海軍軍官學校遷至高雄市左營區。
组织架构
國防部海軍司令部，負責辦理海軍軍事事務的規劃、督導及執行。下轄政治作戰室、督察室、人事軍務處、軍事情報處、戰備訓練處、後勤處、計劃處、戰鬥系統處、主計處等幕僚部門。
海軍艦艇兵有自己專屬的新兵訓練中心，全名「海軍新兵訓練中心」，位於高雄市左營區，而海軍陸戰隊則由海軍陸戰隊新兵訓練中心受訓，位於臺灣省屏東縣內埔鄉的龍泉營區，是目前中華民國唯一的海軍陸戰隊新訓中心。海軍陸戰隊的志願役軍官，如果是軍校畢業的，大都畢業於陸軍軍官學校，少數畢業於海軍軍官學校。一些海軍艦艇兵和海軍陸戰隊成員會分發至海巡署服務，也與陸軍相同，分發後仍然屬於軍人身份。
海軍艦艇
兵科
中華民國海軍與大多數國家一樣，有分為海軍艦艇兵與海軍陸戰隊。中華民國海軍分為海軍艦艇兵及海軍陸戰隊（簡稱陸戰隊），海軍艦艇兵平時執行海上偵巡、外島運補與護航等任務；戰時反制敵人海上封鎖與水面截擊，聯合陸、空軍遂行聯合作戰。海軍陸戰隊平時執行海軍基地防衛、戍守指定外島；戰時依令遂行作戰。
- 戰鬥軍官兵科：海軍不分科、海軍陸戰隊

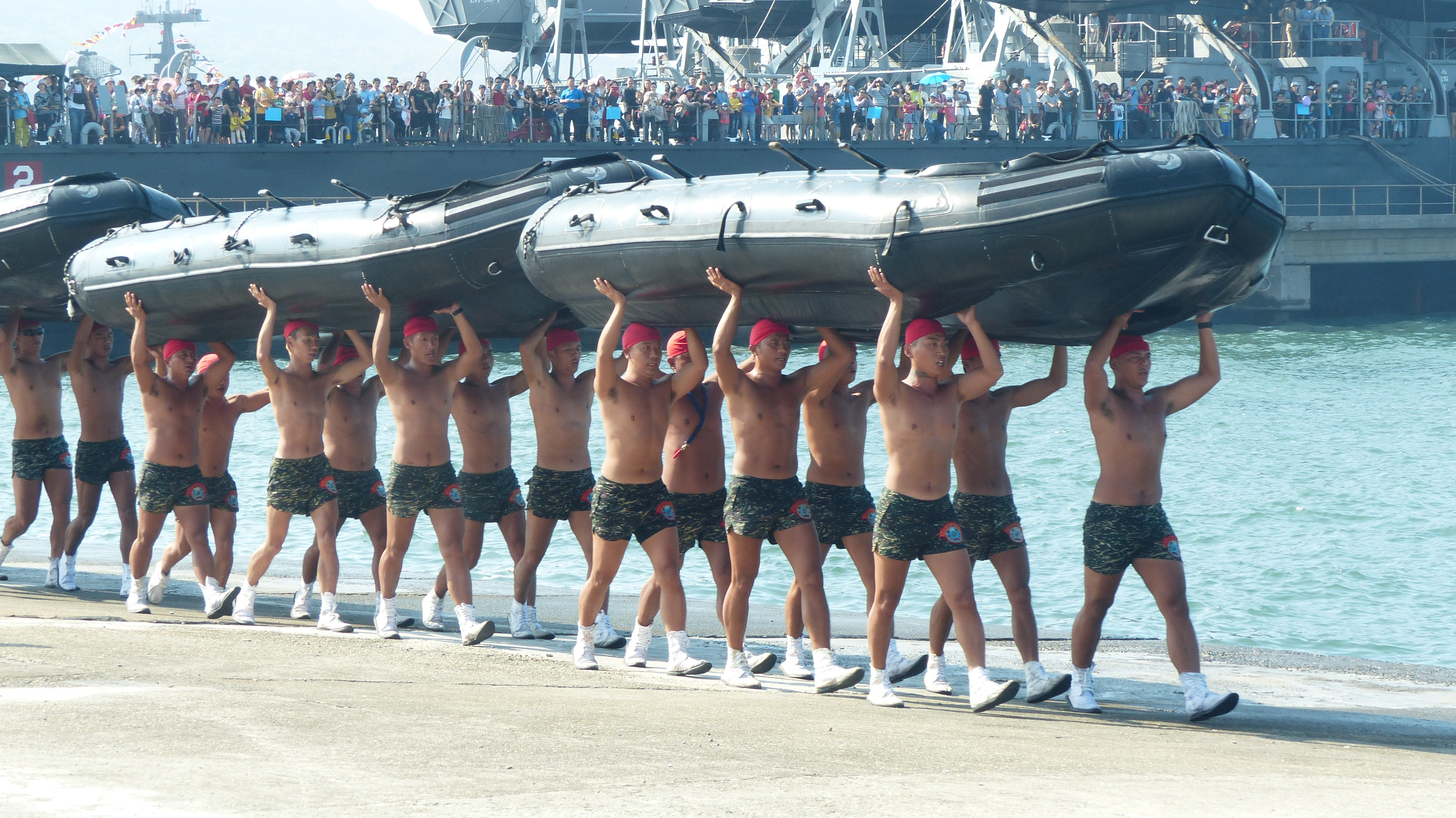
中華民國海軍陸戰隊兩棲偵搜大隊（通稱：陸戰蛙人）

- 戰鬥支援軍官兵科：補給、軍醫、工程、電信、測量、政戰、軍法、行政、財務、航空
- 士官長兵科：補給、軍醫、工程、電信、測量、政戰、軍法、行政、財務、航空、陸戰隊
- 海軍艦艇士官、士兵兵科：
  - 兵器兵科：魚雷、水雷、飛彈、砲械、聲納、射控
  - 輪機兵科：油（汽）機、損管、鍋爐、油水管理、機械、水中機械、電機、工程
  - 通信兵科：電子、譯電、無線電、有線電、信號、雷達
  - 航海兵科：航海、帆纜、氣象、測量
  - 行政兵科：行政、照相、駕駛、軍樂、印刷
  - 補給兵科：補給、食勤、事務
  - 其他兵科：政戰、醫務、航空、海軍陸戰隊

### 中華民國空軍

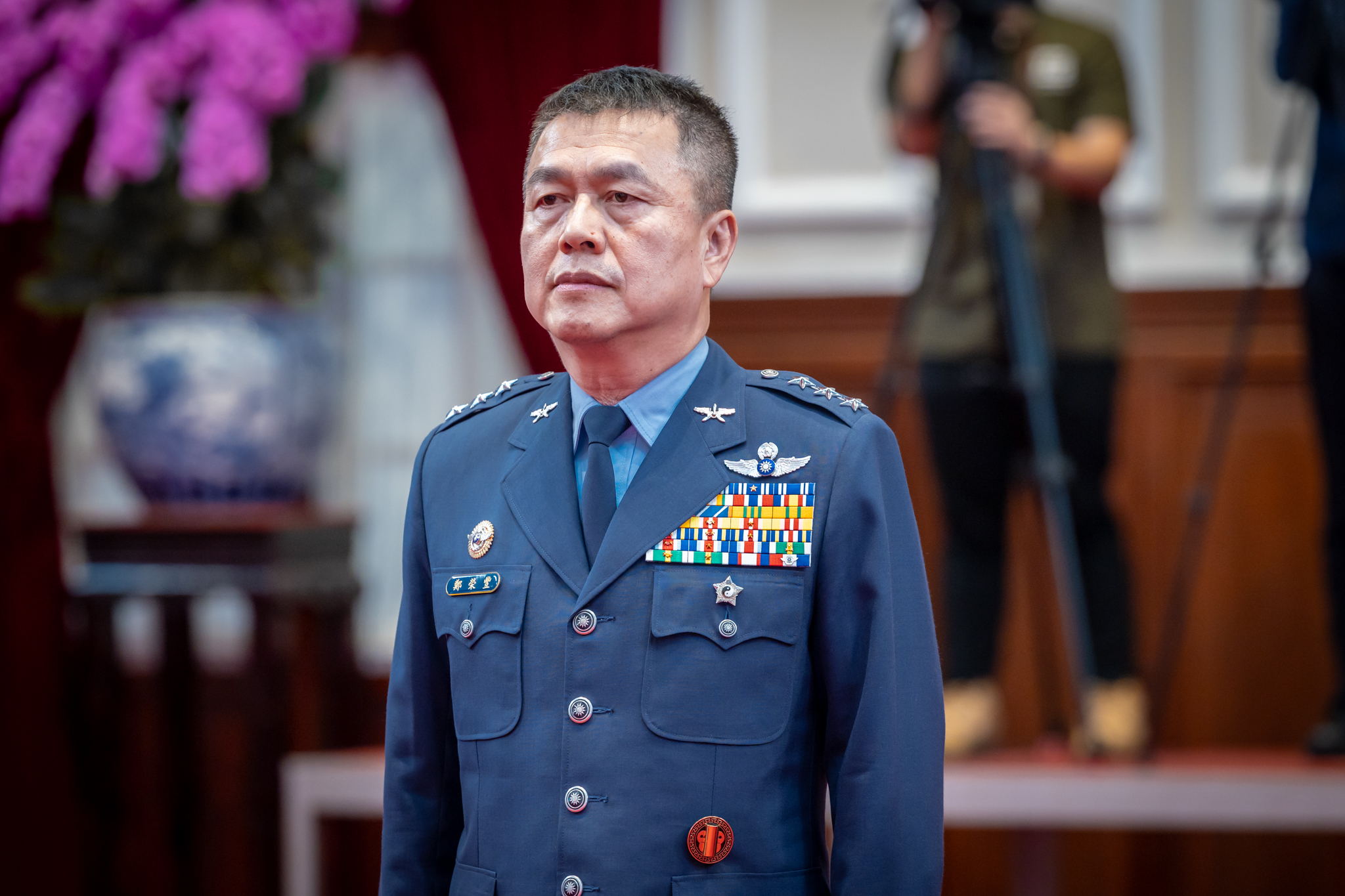
現任中華民國空軍司令鄭榮豐二級上將

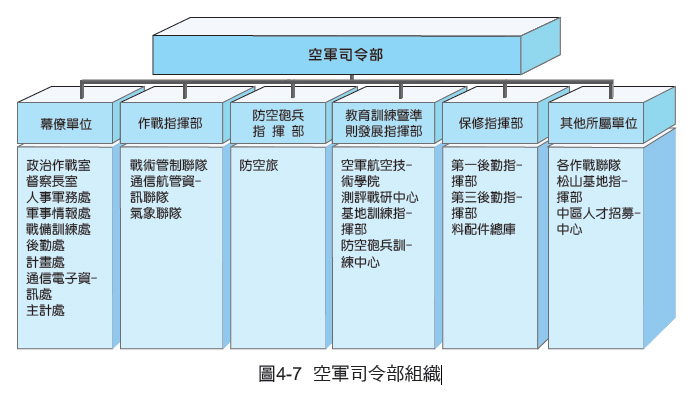
中華民國空軍司令部組織架構圖

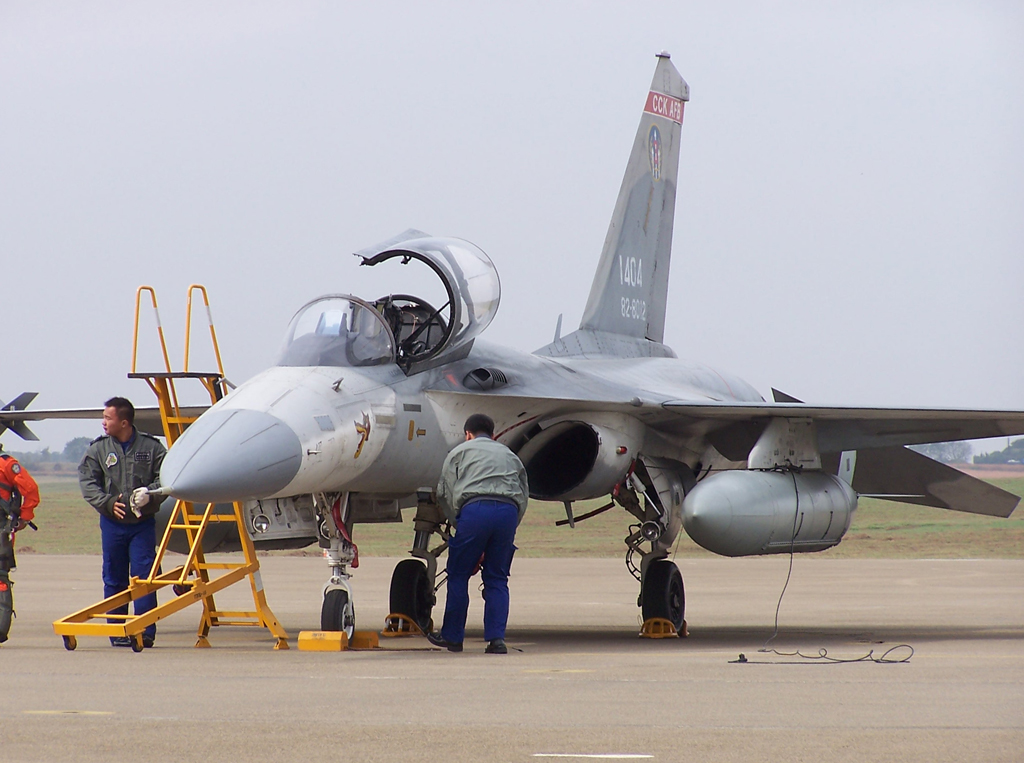
中華民國空軍所使用的中華民國國造F-CK-1經國號戰鬥機

1920年，孫中山首先於廣州大沙頭成立航空局，但由於唐繼堯等西南軍閥分裂，後來瓦解。1929年，蔣中正於南京陸軍軍官學校成立航空班。1931年，遷至杭州筧橋擴編，次年成立航空學校。1937年，抗日戰争爆發，日本陸軍航空隊空襲杭州，在空軍攔截機第四與第五大隊的迎擊下痛擊日軍，此即八一四空戰的由來。1950年，中華民國政府遷臺後，空軍軍官學校遷往高雄縣岡山鎮(今高雄市岡山區)。
空軍在平時警戒監視臺灣週邊的空中區域，對進入領空內的飛行進行辨識與引導的工作，必要的時候採取對驅離的措施。另有防空部下轄之防空飛彈營、連負責臺海一線之防空警備及防砲營負責空軍機場的防空任務，以外購的天兵系統搭配麻雀飛彈、歐瑞康GDF雙管高射炮等為主力。
空軍沒有兵科分別，只有專長區分。
- 軍官專長：人事行政、情報、氣象、補給、防空槍砲（飛彈）、化學、通訊、兵工、工兵、保修、電戰、飛行、領航、航空工程、行政、財務、軍法、軍醫、政戰。
- 士官專長：人事行政、情報、氣象、補給、防空槍砲（飛彈）、化學、通訊、兵工、工兵、保修、電戰、飛行、領航、航空工程、行政、財務、軍法、軍醫、政戰。
- 不同於陸軍、海軍以官科、兵科分別及官科、兵科領章肩章圖示辨識，空軍所有士兵、士官、軍官穿著禮服的領章統一圖示、以一對翅膀及三葉螺旋槳合體的徽章為主

組織架構
國防部空軍司令部，負責辦理空軍軍事事務的規劃、督導及執行。下轄政治作戰室、督察長室、人事軍務處、軍事情報處、戰備訓練處、後勤處、計劃處、通信電子資訊處、主計處等幕僚部門。 
空军軍備
現役機隊「二代機」是中華民國空軍於1980年代後期至1990年代在美國技術支援下自行研製，或向美國、法國購買，以取代老舊戰機或提升空中預警能力的一批軍用航空器；其中構成當前中華民國空軍空中優勢作戰主力的F-CK-1(IDF)、F-16戰隼戰鬥機、幻象2000-5等三型戰鬥機，在噴射戰鬥機發展史的分類上屬於第四代戰機。

### 中華民國憲兵
現任指揮官鄭禎祥陸軍中將

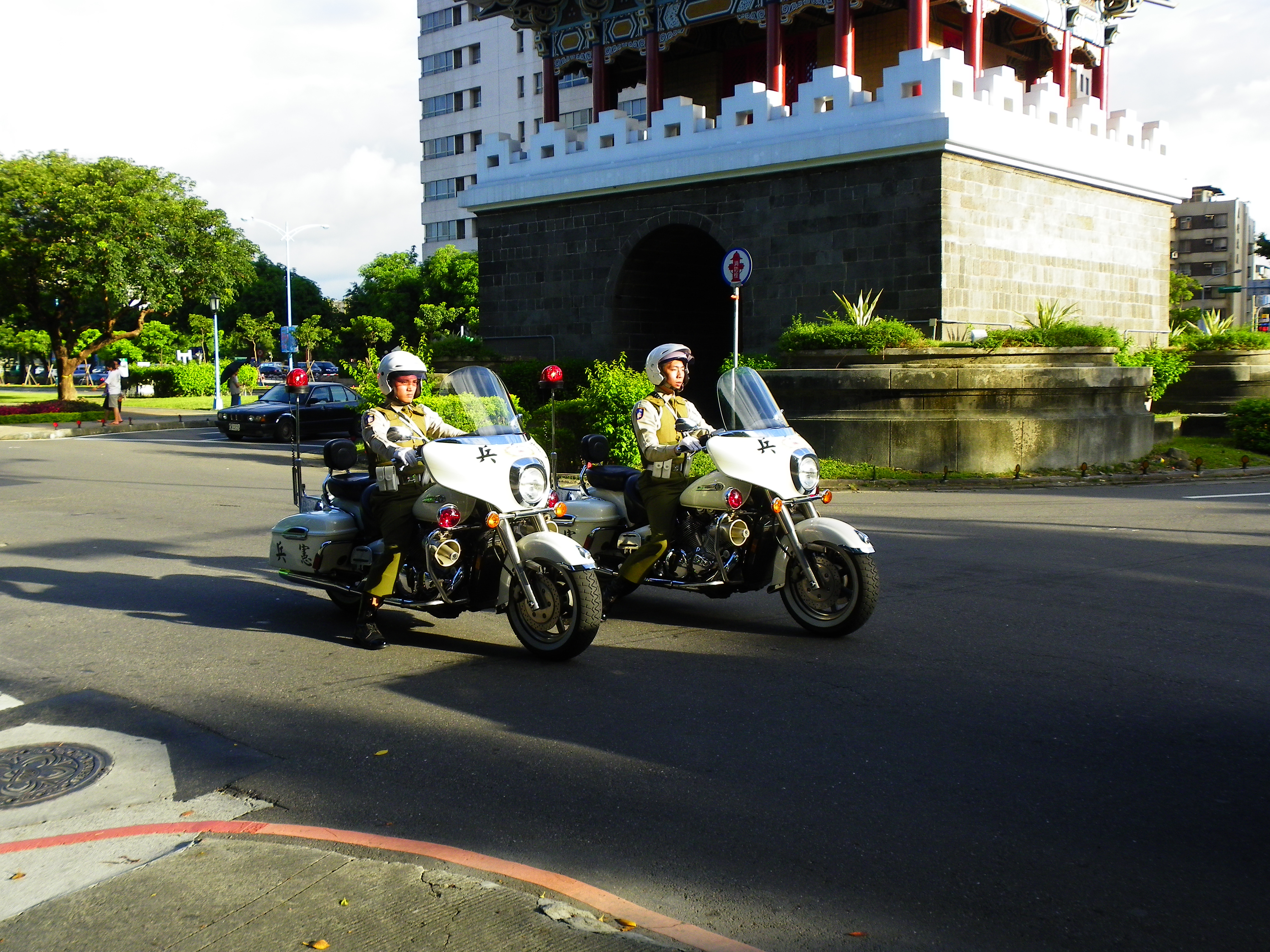
中華民國憲兵於臺北街道協助巡邏治安中

中華民國憲兵肇建於1914年，孫中山於廣州就任臨時大總統時，基於警衛及糾察軍紀需要而創設。1932年，國民政府頒布《憲兵勤務令》，律定憲兵主掌軍事警察，兼任行政警察與司法警察；同日，軍政部公佈《憲兵服務章程》，確立憲兵制度，明定憲兵職掌。1936年，創設憲兵學校於南京。中華民國政府遷臺後的1953年，憲兵學校在臺復校於臺灣省臺北縣三重鎮（今新北市三重區），後於1970年遷至臺灣省臺北縣五股鄉（今新北市五股區）至今，憲兵訓練中心則設於臺灣省臺北縣林口鄉（今新北市林口區）。
憲兵屬於陸軍之兵科，所以軍種為陸軍，但因擁有警察權，所以擁有自己的指揮部及編制等等，不受陸軍司令部管轄，直屬國防部。憲兵身兼軍、司法警察身份，負責維護社會治安，執行軍法，維持軍隊紀律，維護正、副元首安全，衛戍首都、重要政府機關、機場及軍事基地，執行反恐任務，平時可支援中華民國警察維護治安，戰時亦可成為戰鬥及後勤支援部隊。憲兵以軍種區分為陸軍之兵科（所有人員由陸軍受訓並撥交，但指揮獨立，不受陸軍管轄），憲兵司令部直屬中華民國國防部，是一個獨立的戰鬥及後勤支援部隊，其地位類似於古代之禁衛軍。依國防部精粹案，憲兵司令部已改為指揮部，隸國防部直屬單位，總員額目前為1萬3,000多人。由於新兵進入陸軍新訓中心後由憲兵指揮部挑選合適人才，在陸軍新訓中心結訓後去憲兵訓練中心受訓專長教育，受訓完畢後分發至地區憲兵所屬單位。 2014年3月10日憲兵指揮部指揮官吳應平表示精粹案結束後，憲兵總兵力裁到剩5,502人。

### 跨軍種兵科
有些兵科橫跨各軍種，例如政戰，陸軍裡有政戰，海軍裡也有政戰，空軍裡也有政戰，因此此處將這些兵科一併列出：通信兵、政戰、軍法、軍醫、行政、財務

## 規劃、戰略
- 1949至1972年：攻勢作戰時期；以「反攻大陸」為主。
- 1972至1979年：攻守一體時期；以「自主防禦」為主，反攻大陸為輔。
- 1979至2001年：守勢防衛時期；以「防禦固守」為主，同時嚇阻共軍。
- 2001至2008年：攻勢防衛時期；以「防禦固守」為主，並以決戰境外為輔，選擇有利海、空域，逐次阻殲來犯敵軍，確保國土安全。（第二次總統直選）
- 2008至2017年：守勢防衛時期；以「防禦固守，有效嚇阻」為主，採被動守勢嚇阻，不主動攻擊共軍。
- 2017年後：守勢防衛時期；以「防禦固守，重層嚇阻」為主，國軍開始加入主動防禦的策略，在敵軍攻擊前可採取先發制人的手段，並將防禦圈外擴至1千公里甚至涵蓋中國大陸沿岸。運用重層嚇阻與主動防禦手段，達成防衛固守之目的，並以不對稱作戰思維，嚇阻共軍不致輕啟戰端。

## 相關法律
- 《國防法》
- 《國防部組織法》
- 《國防部參謀本部組織法》
- 《國防部政治作戰局組織法》
- 《國防部軍備局組織法》
- 《國防部軍醫局組織法》
- 《國防部主計局組織法》
- 《國防部全民防衛動員署組織法》
- 《全民防衛動員準備法》
- 《陸海空軍刑法》
- 《公務員懲戒法》
- 《妨害兵役治罪條例》
- 《軍事審判法》
- 《陸海空軍軍官士官服役條例》
- 《陸海空軍軍官士官任官條例》
- 《兵役法》
- 《軍人待遇條例》

### 誓詞
陸海空軍軍官士官服役條例施行細則第 63 條 （民國 107 年 06 月 28 日）：
|  | 依本條例第五十八條所定服軍官、士官役者，應行效忠宣誓，其誓詞如下：余敬謹宣誓效忠中華民國，實行三民主義，遵守國家法令、捍衛國家，保護人民，服從長官命令，終身保守機密，克盡軍人天職，如違誓言，願受最嚴厲之處分，謹誓。 |

## 軍階
中華民國國軍的軍官、士官分別在其官階前冠以其所屬軍種，陸軍軍官（校官、尉官）、士官及海軍軍官（校官、尉官）、士官在軍種後需再加官科，例如：陸軍步兵上校、海軍財務少校、空軍中尉、陸軍裝甲兵上士、海軍氣象下士等。1949年中華民國政府遷臺後，陸續取消了准尉、特級上將及增加士官長等級，沿用1949年之前的制度。1956年制定《陸海空軍軍官任官條例》，統一三軍官制，廢除准將階級，不再區分軍官、軍佐，軍士改稱士官，增設士官長（軍士長）階級，也因為「士官」一詞係國民政府遷臺後才改用，故至今中國人民解放軍仍然使用「軍士」一詞。另，日文「士官」一詞，即是中文「軍官」之意。
1980年制定《陸海空軍軍官士官任官條例》，廢除准尉階級。2000年廢除特級上將。國民政府遷臺後，只有下列幾種職位的將領晉任一級上將：為數最多的是職掌國軍軍令權責的參謀總長，1972年以後，只有擔任此職位的將領能晉升一級上將。其次是位崇但無權責的總統府戰略顧問。其他還有總統府參軍長、臺灣警備總司令部總司令等。2013年起，因應《國防部參謀本部組織法》修正實施，參謀總長在承平時期無晉升一級上將，僅以二級上將任官。

## 兵籍號碼
1966年起，以徵兵方式進入中華民國國軍服役的役男，均依照《兵籍規則》統編兵籍號碼。該規則規定徵兵屆齡男子，由所在戶政機關，於役男身家調查時，即依《兵籍編號要領》規則，統編兵籍號碼以利編管。該兵籍號碼第一碼，大部分依照戶籍地所在縣市，分為「天地玄黃宇宙」（引用自千字文）等六大區域（根據實務經驗，應為「天地玄黃宇金馬宙」，共八種）。例如：兵籍編號為宇123456之中華民國國軍，該官士兵戶籍可推知設於臺北市；而兵籍編號為黃123456者，戶籍則可推知設於花蓮縣或臺東縣。
1999年，中華民國《兵籍號碼》取用國民身分證所列之編號號碼，不另設號。至此，「天地玄黃宇宙」為首的兵籍號碼編號要領正式取消。惟1999年前服役之中華民國後備軍人及特殊場所役男（如慈湖衛兵）仍沿用該兵籍號碼。

## 军事活动

### 演習
漢光演習為中華民國國軍以反登陸演練為主的中華民國全國性實兵防衛作戰軍事演習，假想敵一般認為是中國人民解放軍。漢光演習於1984年（民國73年；總統蔣經國任內）首度舉行，代號為「漢光一號演習」，並由時任參謀總長郝柏村一級上將主持；之後年年舉行，僅號次有所更動。

### 閱兵

#### 大陸時期

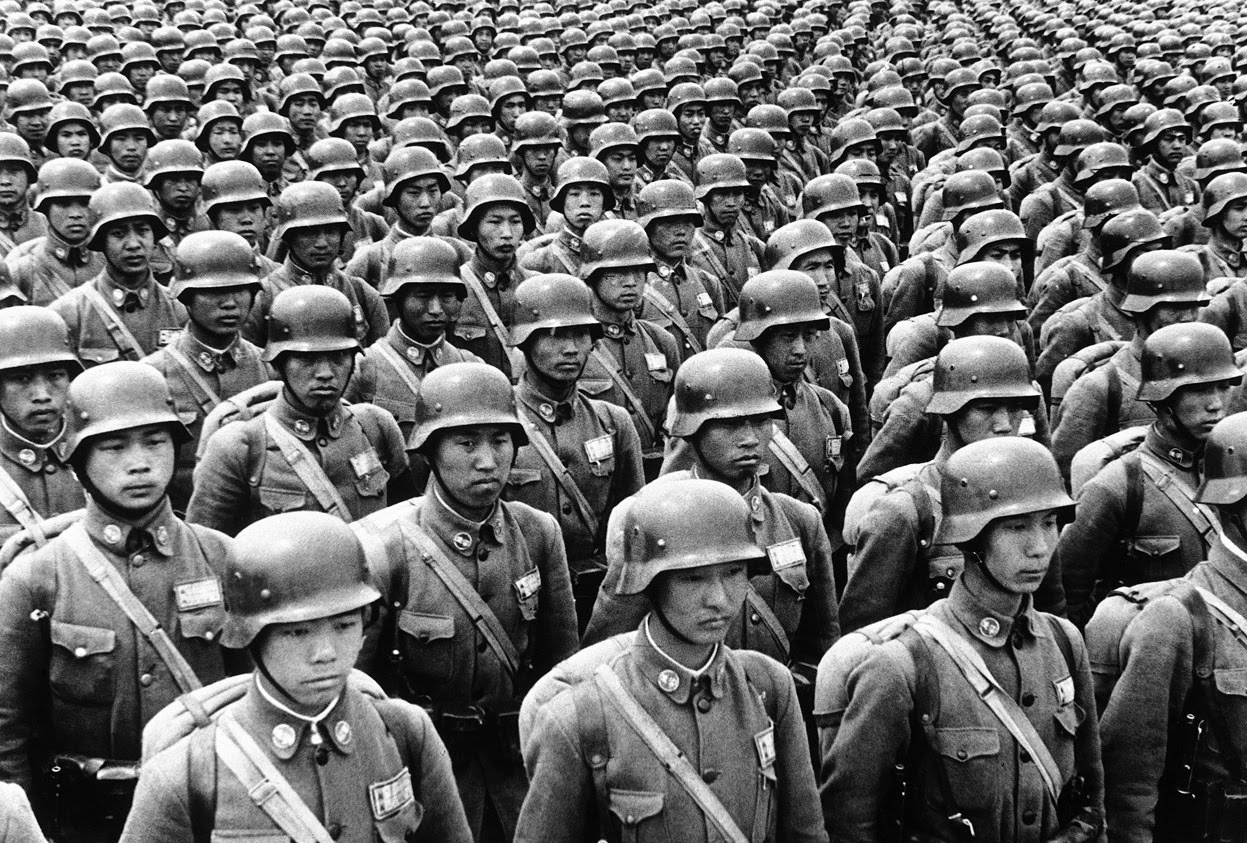
抗日戰爭中頭戴德国式军盔的國民革命軍官兵

- 1921年10月10日，中華民國軍政府庆祝辛亥革命十周年时，在北校场举行盛大的阅兵式，中華民國非常大總統孙文出席檢閱。
- 1931年1月，國民政府在首都南京举行元旦阅兵典礼，軍政部部長何應欽、行政院副院長宋子文等多名中國国民党军政要员參加觀禮。
- 1933年11月，閩變爆发，12月下旬，國民政府主席蒋中正抽调嫡系部队十余万人讨伐福州，出征前，蒋中正校阅了部队。
- 1934年6月16日，陸軍軍官學校建校10周年纪念，國民政府軍事委員會委員長蒋中正检阅学生军，陪同他检阅的还有時任行政院院長汪精卫、立法院院長孫科、國立中央大學校長羅家倫、中央陸軍軍官學校教育長張治中。
- 1936年10月10日，國民政府在南京舉行了双十国庆25周年閱兵典禮，穿著講究整齊的部隊踢著正步，緊跟在後的是一排又一排的德國武器，蔣中正检閱了军队。
- 1941年10月10日，汪精卫国民政府於南京閱兵慶祝辛亥革命三十週年。
- 1945年的10月10日，是抗戰勝利後的第一個國慶，國民政府在首都南京舉行大閱兵。
- 1949年9月14日及12月3日分別為中華民國總統蔣中正於大陸的最後兩次閱兵，皆於成都的中央軍校舉行。

#### 臺灣時期

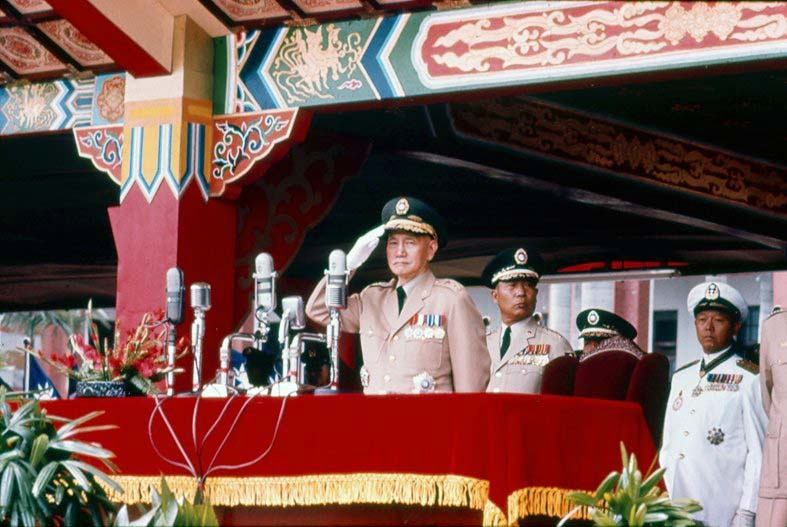
1966年10月10日，擔任大閱官的總統蔣中正於臺北主持雙十國慶閱兵大典

中華民國政府遷臺初期，國慶日曾經年年閱兵，直到1964年因發生國軍戰機墜毀意外加上總統蔣中正年事已高，身體狀況不如以往而取消，1975年恢復。1991年為最後一次大型舉行。
中華民國自1949年迄今歷次國慶閱兵一覽表
| 年份   | 代號         | 大閱官                                                      | 閱兵指揮官 | 備註 |
| ------ | ------------ | ----------------------------------------------------------- | ---------- | --- |
| 1949年 | 不詳         | 中華民國國防部東南軍政長官公署司令長官兼臺灣省政府主席 陳誠 | 不詳       | 慶祝建國三十八週年，國軍首度在臺灣舉行公開大規模閱兵。 |
| 1951年 | 不詳         | 中華民國總統 蔣中正                                         | 艾靉中將   | 慶祝建國四十週年。 |
| 1952年 | 復華演習     | 中華民國總統 蔣中正                                         | 唐守治中將 | 慶祝建國四十一週年。 |
| 1953年 | 不詳         | 中華民國總統 蔣中正                                         | 周雨寰少將 | 慶祝建國四十二週年。 |
| 1954年 | 不詳         | 中華民國總統 蔣中正                                         | 徐汝誠中將 | 慶祝建國四十三週年，但因九三砲戰爆發空軍徵調軍機協防臺灣海峽而取消空中分列式。 |
| 1955年 | 光華演習     | 中華民國總統 蔣中正                                         | 鄭為元少將 | 慶祝建國四十四週年。 |
| 1956年 | 光復演習     | 中華民國總統 蔣中正                                         | 劉鼎漢少將 | 慶祝建國四十五週年。 |
| 1957年 | 中興演習     | 中華民國總統 蔣中正                                         | 胡炘中將   | 慶祝建國四十六週年。 |
| 1960年 | 鼎興演習     | 中華民國總統 蔣中正                                         | 朱元琮中將 | 慶祝建國四十九週年。 |
| 1961年 | 復興演習     | 中華民國總統 蔣中正                                         | 鄭為元中將 | 慶祝建國五十週年。 |
| 1963年 | 復漢演習     | 中華民國總統 蔣中正                                         | 袁國徵中將 | 慶祝建國五十二週年 |
| 1964年 | 興漢演習     | 中華民國總統 蔣中正                                         | 郝柏村中將 | 慶祝建國五十三週年，但過程中參與空中分列式的兩架F-104星式戰鬥機發生擦撞後雙雙墜毀，飛行員王乾宗與林鶴聲當場殉職。 蔣中正於閱兵結束後立即宣布此後取消年年閱兵的傳統。而這也是總統蔣中正最後一次校閱國軍官兵。 |
| 1975年 | 大漢演習     | 中華民國總統 嚴家淦                                         | 張家俊中將 | 慶祝建國六十四週年，國軍於1964年F-104星式戰鬥機擦撞墜毀事故取消閱兵後首度恢復閱兵。 而這也是嚴家淦繼任總統後首度閱兵。 |
| 1978年 | 漢威演習     | 中華民國總統 蔣經國                                         | 蔣仲苓中將 | 慶祝建國六十七週年，蔣經國就任總統後首度閱兵。 而此次閱兵也展示了中華民國的第一款彈道飛彈青鋒飛彈，但媒體因需保密並無多加介紹。 |
| 1981年 | 漢武演習     | 中華民國總統 蔣經國                                         | 許歷農中將 | 慶祝建國七十週年。 |
| 1987年 | 僑泰演習     | 中華民國總統 蔣經國                                         | 程邦治中將 | 慶祝建國七十六週年，此次閱兵於陸軍新竹湖口基地舉行。而這也是總統蔣經國最後一次校閱國軍官兵。 |
| 1988年 | 光武演習     | 中華民國總統 李登輝                                         | 陳廷寵中將 | 慶祝建國七十七週年，李登輝就任總統後首度閱兵。 |
| 1991年 | 華統演習     | 中華民國總統 李登輝                                         | 羅文山中將 | 慶祝建國八十週年，但這期間民主運動人士卻發起「反閱兵，廢惡法」的抗議運動，導致數度與戒備在博愛特區的軍警發生衝突。 而此次閱兵也是目前國軍最後一次在臺灣舉行公開大規模閱兵與總統李登輝最後一次校閱國軍官兵。 |
| 2007年 | 同慶操演     | 中華民國總統 陳水扁                                         | 吳斯懷中將 | 慶祝建國九十六週年，陳水扁就任總統後首度閱兵，以國防展演呈現，非傳統式閱兵。 |
| 2011年 | 國防展演     | 中華民國總統 馬英九                                         | 朱玉書中將 | 慶祝建國一百週年，馬英九就任總統後首度閱兵，以國防展演呈現，非傳統式閱兵。 |
| 2015年 | 漢光31號演習 | 中華民國總統 馬英九                                         | 任季男中將 | 慶祝建國一百零四週年，並紀念八年抗日戰爭勝利暨臺灣光復七十週年，此次閱兵於陸軍新竹湖口基地舉行，又稱為「國防戰力展示」，日本自衛隊也特別派陸上自衛隊三等陸佐前來參與典禮。但中華民國空軍原要在參與典禮空中分列式的F-16戰隼戰鬥機、幻象2000戰鬥機及F-CK-1經國號戰鬥機機頭上標示獵殺敵軍戰鬥機成功的軍旗徽章作為紀念活動，卻於典禮前遭爆出疑似因日方施壓中華民國政府，空軍因而將此項紀念活動去除。 |
| 2016年 | 慶祥操演     | 中華民國總統 蔡英文                                         | 任季男中將 | 慶祝建國一百零五週年，蔡英文就任總統後首度閱兵，以「國軍救災能量」為主題，非傳統式閱兵，也是國軍首度進行「非武裝閱兵」。 |
| 2017年 | 不詳         | 中華民國總統 蔡英文                                         | 徐衍璞中將 | 慶祝建國一百零六週年，以國防展演呈現，非傳統式閱兵。 |
| 2021年 | 主題表演     | 中華民國總統 蔡英文                                         | 鍾樹明中將 | 慶祝建國一百一十週年，以「捍衛台灣」為主題，非傳統式閱兵。 |
| 年     |              | 中華民國總統 賴清德                                         |            | |

### 海外軍事行動

#### 敦睦遠航訓練支隊
中華民國海軍敦睦遠航訓練支隊，簡稱敦睦支隊，又稱敦睦艦隊，是中華民國海軍每年度例行性的任務性編組支隊，最主要目的是遠洋航行訓練，提供各軍校正期班學生於四年級下學期的實習課程開設，次要目的為軍事外交，由少將艦隊長代表中華民國總統與全體中華民國國軍官兵訪問各邦交國正副元首、且模擬於邦交國戰爭時協助撤離當地僑民。

#### 物資援助大韓民國
韓戰期間，中華民國總統蔣中正曾多次提議派國軍前往朝鮮半島參戰，獲得道格拉斯·麦克阿瑟支持，但遭到聯合國、美國和韓國總統李承晚反對，然而中華民國仍有進行物資援助。

#### 中華民國駐越軍事顧問團
中華民國駐越軍事顧問團（英語：Republic of China Military Advisory Group, Vietnam），於1960年－1975年間，因應越南战争派駐在越南共和国（南越）的軍事支援團，屬於中華民國援越單位其中之一。軍援越南可概分為四階段：「奎山軍官團」、「軍事顧問團」、「駐越軍援團」及「建設顧問團」，對越軍事援助之內容，可概分為政戰布建與訓練、武裝配備與製造、海軍勤務支援、空軍勤務援助，以及特戰部隊。

#### 大漠計畫
大漠計畫是中華民國空軍從1979年開始每年派遣近百名現役飛行員和地勤人員以沙特阿拉伯皇家空军軍人的身份軍援阿拉伯也门共和国（北葉門）的祕密計畫，直到1990年也門統一才结束，中華民國空軍共在12年中派出700多位人員。沙烏地阿拉伯及葉門稱此案為和平鐘計畫（Peace Bell Program）。

## 备注
1. ↑  兩岸分治後，中華人民共和國因政治原因先後稱中華民國國軍為“国民党军”（兩蔣時期）或“台軍”（李登輝執政後）[4]，國際上亦通稱為台军[5]。
2. ↑  中华民国称呼阅兵首长为大閱官。

## 外部連結
- 中華民國國防部 （页面存档备份，存于）